# Кирилл (патриарх Московский)
Патриа́рх Кири́лл (в миру — Влади́мир Миха́йлович Гундя́ев; род. 20 ноября 1946, Ленинград, СССР) — епископ Русской православной церкви. Патриарх Московский и всея Руси с 1 февраля 2009 года и митрополит Калининградский с 24 августа 2023 года (как глава Калининградской митрополии).
Тезоименитство — 11 (24) мая, память Мефодия и Кирилла, учи́телей словенских.
До патриаршей интронизации — митрополит Смоленский и Калининградский (на Смоленской кафедре с 26 декабря 1984); с 14 ноября 1989 по 1 февраля 2009 — председатель Синодального отдела внешних церковных связей (ОВЦС) и постоянный член Священного синода.
27 января 2009 года Поместным собором Русской православной церкви был избран патриархом Московским и всея Руси.
В 2016 году провёл на Кубе встречу с папой римским Франциском, первую за всю историю христианства встречу глав Русской православной и Католической церквей.
В 2018 году после предоставления Константинопольским патриархом Варфоломеем автокефалии Православной церкви Украины Синод РПЦ разорвал евхаристическое общение с Константинопольским патриархатом.
С 2022 года «за выдающуюся поддержку российской военной агрессии на Украине» находится под санкциями Великобритании, Литвы, Канады и Украины; с 2023 года — Австралии, Новой Зеландии, Чехии и Эстонии.

## Происхождение и образование
Родился 20 ноября 1946 года в Ленинграде в семье главного механика завода имени Калинина (впоследствии — православного священника, протоиерея) Михаила Васильевича Гундяева.
Прадед родился в Астрахани, откуда с семьёй переехал в город Лукоянов Нижегородской губернии. Распространено также мнение, что предки патриарха происходят из села Оброчного Лукояновского уезда (ныне входит в Ичалковский район Мордовии). По утверждению краеведа Фаины Кедяркиной, в той части уезда преобладало мордовское население.
Учился в школе № 2 (ныне — школа № 270 имени Александра Березанского Красносельского района).
После окончания восьмого класса средней школы поступил в Ленинградскую комплексную геологическую экспедицию Северо-Западного геологического управления, где работал с 1962 по 1965 год техником-картографом, совмещая работу с обучением в средней школе.
В 1965 году поступил в Ленинградскую духовную семинарию, затем — в Ленинградскую духовную академию.
По требованию митрополита Ленинградского Никодима (Ротова) сдавал за один год два курса.

## Семья
О своём деде по отцу, священнике Василии Степановиче Гундяеве (1879—1969), патриарх Кирилл рассказывал: «Дед у меня был замечательным человеком. Он прошёл 47 тюрем и 7 ссылок, прожил в заключении почти 30 лет и был одним из первых соловчан. Трудился машинистом на железной дороге казанского направления, а сидел лишь потому, что боролся против обновленчества, которое в своё время было инспирировано ЧК, а потом НКВД для разрушения Церкви».
Отец — священник Михаил Васильевич Гундяев (18 января 1907 — 13 октября 1974). В 1926 году поступил на Высшие богословские курсы в Ленинграде, по окончании которых «попал в поле зрения органов государственной безопасности»; служил два года в Красной Армии, к 1933 году окончил механический техникум, поступил в Ленинградский индустриальный институт; был арестован, обвинён в политической нелояльности, 25 февраля 1934 осуждён на 3 года Исправительно-трудового лагеря (на Колыме). 9 марта 1947 года был рукоположён в сан диакона, 16 марта — в иерея митрополитом Ленинградским Григорием, назначен ко храму Смоленской иконы Божьей Матери на Васильевском острове. В 1951 году был переведён в Спасо-Преображенский собор, где вскоре стал исполнять обязанности помощника настоятеля по богослужебной части. В 1960 году был переведён на должность настоятеля храма Александра Невского в Красном Селе; впоследствии Серафимовского храма, в 1972 году — настоятеля Никольского храма на Большеохтинском кладбище. В 2023 году президент России В. Путин предположил, что Михаил Гундяев крестил его в 1952 году.
Мать — Раиса Владимировна Гундяева (7 ноября 1909 — 2 ноября 1984; в девичестве Кучина), преподаватель немецкого языка в школе. Оба родителя похоронены на Большеохтинском кладбище Петербурга.
Старший брат — протоиерей Николай Гундяев — был профессором и ректором Санкт-Петербургской духовной академии, являлся настоятелем Спасо-Преображенского собора Санкт-Петербурга (1977—1986, 1987—2014).
Младшая сестра Елена (род. 8 мая 1949) — декан Факультета церковных искусств СПбДА, председатель рабочей группы по разработке и апробации регентского образовательного стандарта Русской Православной Церкви, заслуженный деятель искусств Российской Федерации (2019).

## Священство, начало церковной деятельности

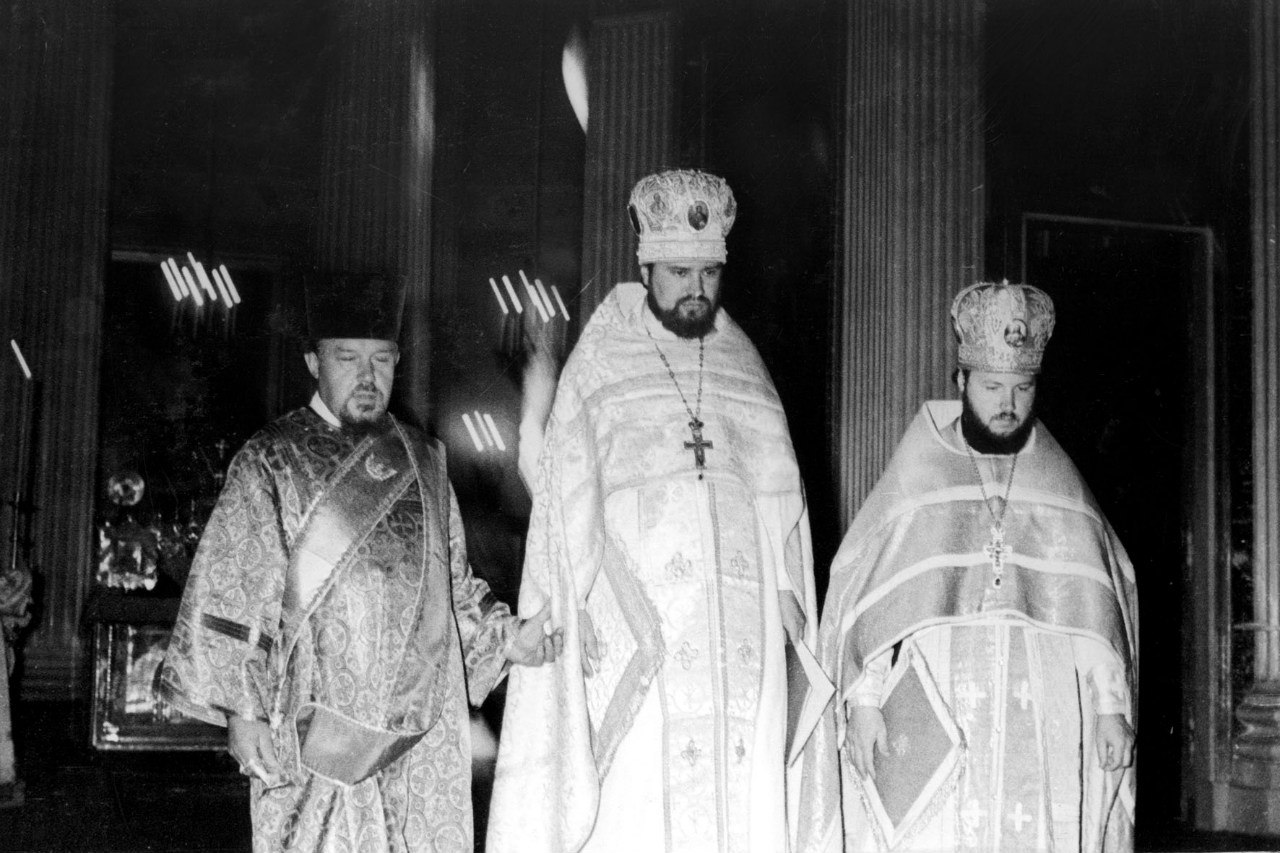
Архимандрит Кирилл (крайний справа) во время архиерейской хиротонии епископа Антония (Завгороднего), 1975 г.

3 апреля 1969 года митрополитом Ленинградским и Новгородским Никодимом (Ротовым) был пострижен в монашество с наречением имени Кирилл; 7 апреля того же года им же рукоположён в сан иеродиакона, 1 июня — в сан иеромонаха.
В 1970 году с отличием окончил Ленинградскую духовную академию со степенью кандидата богословия (диссертация на тему «Становление и развитие церковной иерархии и учение Православной церкви о её благодатном характере»), оставлен профессорским стипендиатом, преподавателем догматического богословия и помощником инспектора.
С 30 августа 1970 года исполнял послушание личного секретаря митрополита Ленинградского Никодима (Ротова).
12 сентября 1971 года возведён в сан архимандрита. В том же году назначен представителем Московского патриархата при Всемирном совете церквей в Женеве.
26 декабря 1974 года, в возрасте 28 лет, становится ректором Ленинградской духовной академии и Ленинградской духовной семинарии.
С 7 июня 1975 года — председатель епархиального совета Ленинградской епархии.
С декабря 1975 года — член Центрального комитета и исполкома Всемирного совета церквей, с 1975 — член комиссии «Вера и устройство» Всемирного совета церквей, с 3 марта 1976 — член Синодальной комиссии по вопросам христианского единства и межцерковных сношений.

## Епископство
14 марта 1976 года рукоположён в сан епископа Выборгского, викария Ленинградской епархии. Хиротонию в Троицком соборе Александро-Невской лавры совершили митрополиты: Ленинградский Никодим (Ротов), Киевский Филарет (Денисенко), Тульский Ювеналий (Поярков); архиепископ Дмитровский Владимир (Сабодан); епископы: Пензенский Мелхиседек (Лебедев), Тихвинский Мелитон (Соловьёв), Курский Хризостом (Мартишкин).
С ноября 1976 по октябрь 1978 года нёс послушание заместителя патриаршего экзарха Западной Европы митрополита Никодима (Ротова).
9 сентября 1977 года возведён в сан архиепископа.
12 октября 1978 года освобождён от должности заместителя экзарха Западной Европы и назначен управляющим патриаршими приходами в Финляндии.
В 1978 году назначен заместителем председателя отдела внешних церковных сношений.

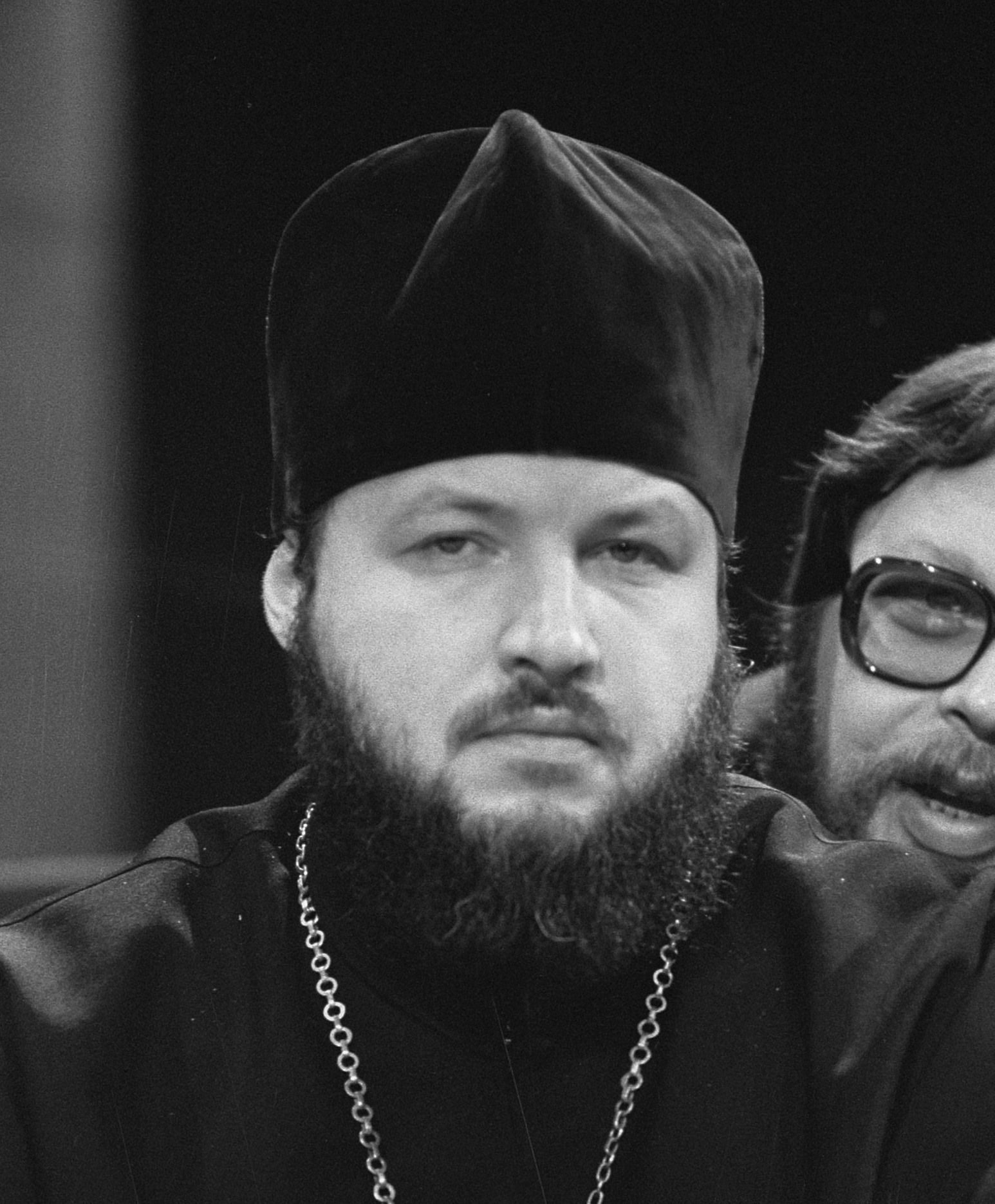
Архиепископ Кирилл в Амстердаме, 1981 год

С 1983 преподаватель в аспирантуре при Московской духовной академии.
С 26 декабря 1984 — архиепископ Смоленский и Вяземский; освобождён от должности ректора Ленинградских духовных академии и семинарии. Перевод на провинциальную кафедру сам объясняет, по некоторым источникам, своим отказом проголосовать в 1980 году против резолюции ЦК Всемирного совета церквей, осудившей ввод советских войск в Афганистан, а также иными антирелигиозными мотивами властей СССР. В апреле 1989 года титул был изменён на «архиепископ Смоленский и Калининградский».
14 ноября 1989 года был назначен председателем отдела внешних церковных сношений Московской патриархии, постоянным членом Священного синода по должности.
С 1990 года — председатель комиссии Священного синода по возрождению религиозно-нравственного воспитания и благотворительности, член Синодальной библейской комиссии.
25 февраля 1991 года указом патриарха Алексия II возведён в сан митрополита.
С 1993 года — сопредседатель, с 1995-го — заместитель главы Всемирного русского народного собора. С 1994 года почётный президент Всемирной конференции «Религия и мир». С 26 февраля 1994 года — член Синодальной богословской комиссии.
С 1994 года ведёт духовно-просветительскую программу «Слово пастыря» на Первом канале.
В 1995—2000 годах — председатель Синодальной рабочей группы по выработке концепции Русской православной церкви по вопросам церковно-государственных отношений и проблемам современного общества; под его руководством разработаны Основы социальной концепции Русской православной церкви, принятые в 2000 Юбилейным Архиерейским собором.

### Патриарший местоблюститель

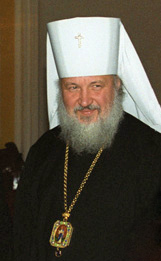
Митрополит Смоленский и Калининградский Кирилл

6 декабря 2008 года, на следующий день после кончины патриарха Алексия II, на заседании Священного синода под председательством митрополита Санкт-Петербургского и Ладожского Владимира (Котлярова) тайным голосованием было совершено его избрание патриаршим местоблюстителем (исполняющем обязанности патриарха). В тот же день, по окончании всенощного бдения в московском храме Христа Спасителя возглавил панихиду по патриарху Алексию II в сослужении архиереев — постоянных членов Священного синода.
10 декабря 2008 года возглавил созданную Священным синодом РПЦ комиссию по подготовке Архиерейского и Поместного соборов (намеченных на конец января 2009 года) Русской православной церкви, в которую вошли 17 архиереев, 10 клириков и двое мирян.
29 декабря 2008 года, отвечая на вопросы журналистов в Москве, заявил, что выступает «категорически против любых реформ» в Церкви.
30 декабря, встречаясь со студентами Сретенской духовной семинарии, высказал мысль, что огромная проблема церковной жизни до революции 1917 года заключалась в том, что не удалось создать сильной православной интеллигенции, о которой мечтал Антоний (Храповицкий), впоследствии запрещённый Московской патриархией первоиерарх РПЦЗ.
15 января 2009 года завершилось выдвижение делегатов на Поместный собор, намеченный на конец января того же года; список делегатов вызвал обсуждение в СМИ.

### Избрание на патриарший престол и интронизация
25 января 2009 года Архиерейским собором Русской православной церкви в Москве, прошедшим под его председательством, был избран одним из трёх кандидатов на Московский патриарший престол: получил 97 голосов из 197 действительных бюллетеней для голосования (32 участника Собора проголосовали за митрополита Калужского и Боровского Климента, 16 — за митрополита Минского и Слуцкого Филарета (Вахромеева)).

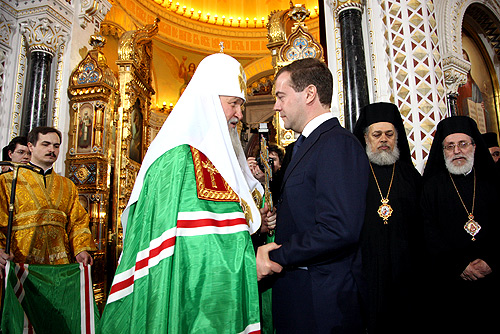
Интронизация патриарха Кирилла (поздравление президента России Дмитрия Медведева)

27 января Поместным собором Русской православной церкви избран патриархом Московским и всея Руси, набрав 508 голосов из 677, то есть 75 %.
Сообщалось, что президент России Дмитрий Медведев в телефонном разговоре поздравил митрополита Кирилла с избранием, в частности, выразив надежду на дальнейшее развитие диалога между РПЦ и государством; председатель Правительства России Владимир Путин также поздравил митрополита Кирилла с избранием его патриархом Московским и всея Руси.
28 января свои поздравления избранному патриарху телеграммой направил папа Бенедикт XVI.
31 января наградил орденом Святого равноапостольного великого князя Владимира архиепископа Ионафана (Елецких) (право награждения имеет только патриарх).
1 февраля состоялась интронизация новоизбранного патриарха Кирилла во время литургии в храме Христа Спасителя, в совершении которой участвовали предстоятели Поместных православных церквей: патриарх Александрийский и всея Африки Феодор II, обратившийся к Кириллу с приветственным словом на русском языке, архиепископ Тиранский и всея Албании Анастасий, митрополит Варшавский и всея Польши Савва, митрополит Чешских земель и Словакии Христофор. На богослужении присутствовали Дмитрий Медведев, поздравивший патриарха Кирилла, с супругой, Владимир Путин, президент Молдавии Владимир Воронин, а также Наина Ельцина. Первым человеком, которого причастил патриарх Кирилл, была Светлана Медведева.

## Патриаршество
В первый же год своего патриаршества Кирилл одной из первоочередных задач Церкви назвал усиление её влияния на общество. По его словам, сказанным на выступлении в Туле 11 марта 2009 года, «деятельность Церкви теперь нужно оценивать не только по числу храмов и монастырей, но и по влиянию, которое Церковь оказывает на жизнь людей и общества». По мнению религиоведа С. Б. Филатова (2012), средством достижения этой цели стала активная миссионерская деятельность. Филатов писал, что в первые полтора года практически все конкретные решения и действия патриарха Кирилла так или иначе были связаны с миссией.
Общественно-политическая проблематика заняла существенное место и в проповеди предстоятеля Русской православной церкви. На первом же Архиерейском соборе 2011 года, состоявшемся после выборов нового патриарха были приняты три официальных документа по вопросам взаимоотношения Церкви и общества: «Общественная деятельность православных христиан», «Практика заявлений и действий иерархов, духовенства, монашествующих и мирян во время предвыборных кампаний. Проблема выдвижения духовенством своих кандидатур на выборах», «Отношение Русской Православной Церкви к намеренному и публичному богохульству и клевете в адрес Церкви». Также на соборе 2011 года принят документ «О принципах организации социальной работы в Русской Православной Церкви».

### 2009 год

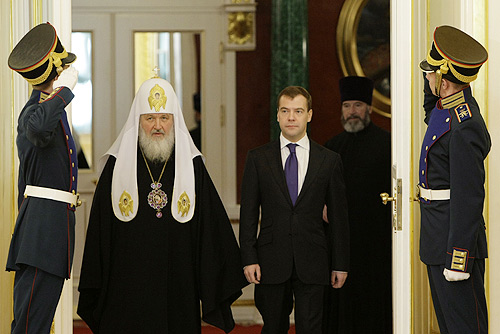
Патриарх Кирилл и Дмитрий Медведев на торжественном приеме в честь архиереев — участников Поместного собора, 2 февраля 2009 г.

2 февраля в Большом Кремлёвском дворце президент России Дмитрий Медведев дал приём (официальный банкет) для архиереев РПЦ, в ходе которого патриарх Кирилл в речи говорил, в частности, о «симфонии» как своём ви́дении идеальных отношений между Церковью и государством.
6 февраля патриарх Кирилл снял печати с рабочих кабинетов в двух патриарших резиденциях в Москве: в Даниловом монастыре и в Чистом переулке.
Первый визит как предстоятеля РПЦ совершил 7—9 февраля в Смоленскую епархию.
Первая рабочая встреча с федеральным чиновником, замещающим государственную должность Российской Федерации, — 12 февраля в рабочей резиденции — с секретарём Совета безопасности РФ Николаем Патрушевым.
8 марта, в Неделю Торжества православия, в слове после богослужения, в частности, сказал: «когда мы слышим такой возглас и такой лозунг: „Православие или смерть!“ — нужно опасаться этих проповедников. <…> сейчас у нас появляются, время от времени, лжеучители, которые соблазняют народ призывами спасать Православие, спасать его чистоту, которые повторяют этот опасный, греховный и внутренне противоречивый лозунг: „Православие или смерть“». Некоторые положения, высказанные в слове, вызвали критику у ряда православных верующих.
11 марта, находясь с визитом в Туле, сказал, что главным критерием в оценке деятельности Церкви должно стать нравственное состояние общества, а не заполненные храмы.
31 марта оставил за собой право управления Калининградской и Балтийской епархией.
16 апреля, в Великий четверг, по окончании литургии в Богоявленском соборе совершил чин умовения ног — «впервые в новейшей истории».
29 апреля во время встречи с премьер-министром Украины Юлией Тимошенко в Москве сказал: «Для Русской православной церкви Киев — это наш Константинополь со своей Святой Софией; это духовный центр и южная столица русского православия».

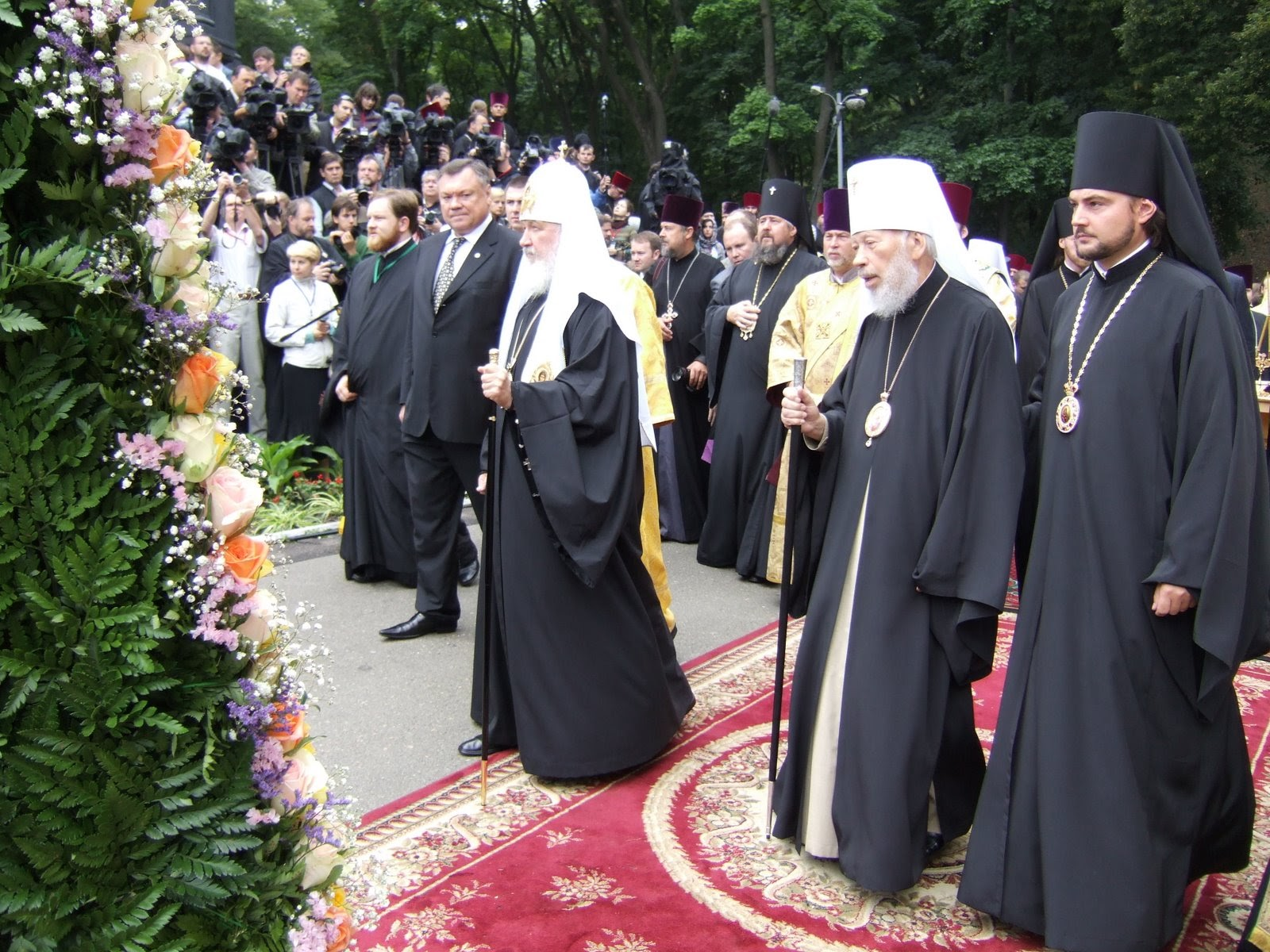
Патриарх Кирилл в Киеве, 2 августа 2009 г.

4—6 июля совершил первый, в качестве предстоятеля РПЦ, официальный зарубежный визит — в Константинопольский патриархат (Турция); по итогам его переговоров с Вселенским патриархом Варфоломеем I обозреватели делали вывод о потеплении традиционно (в Новое время) напряжённых отношений между двумя патриархатами; имел встречи с премьер-министром Турции Реджепом Эрдоганом и руководителем управления по делам религии при правительстве Турции.
Заявленный как пастырский (по мнению некоторых экспертов и политиков, имевший исключительно политические характер и цели) его визит на Украину по приглашению Синода Украинской православной церкви (27 июля — 5 августа) сопровождался в Киеве локальными беспорядками, а также протестными акциями украинских неканонических церковных юрисдикций. Выступая 29 июля в Киево-Печерской лавре на встрече с клиром, мирянами, преподавателями и студентами Киевской духовной академии, подверг критике «влияние на западное христианское богословие идей эпохи Просвещения и философских идей либерализма». 2 августа было объявлено об отмене ранее планировавшегося посещения им города Ровно — по рекомендации украинских властей; тем не менее, из Киева в тот же день прибыл на автомобиле в город Корец (Ровненская область) для посещения Корецкого Троицкого монастыря; 3 августа посетил также и Ровно. 5 августа, в заключительный день визита, заявил, что не против того, чтобы проводить полгода в Москве, полгода в Киеве, и «был бы готов принять украинское гражданство» (на следующий день управляющий делами УПЦ архиепископ Митрофан (Юрчук) настаивал, что последнее заявление было шутливым ответом). На состоявшейся по завершении визита встрече с президентом России Медведевым последний сказал, что намерен сделать ряд выводов, выслушав рассказ патриарха.
25 сентября, находясь с визитом в Белоруссии, в ходе встречи с президентом Александром Лукашенко, заявил, в частности: «Церковь всегда готова поддержать укрепление и развитие союза братских государств и оказать содействие в диалоге белорусского руководства с российскими властями.». Обращаясь к народу с крыльца строящегося храма Всех Святых в Минске, сказал, что сознаёт себя «как патриарха народа, вышедшего из киевской купели крещения», подразумевая, что Московский патриархат не намерен сообразовывать пределы своей поместной церковной юрисдикции с новыми государственными границами, возникшими после распада СССР; поставил под вопрос «реальность» суверенитета «многих стран», пояснив, что «в мире существует много стран, которые считают себя суверенными, но которые не способны действовать, в том числе на международной арене, в полном соответствии со своими национальными интересами».

### 2010 год

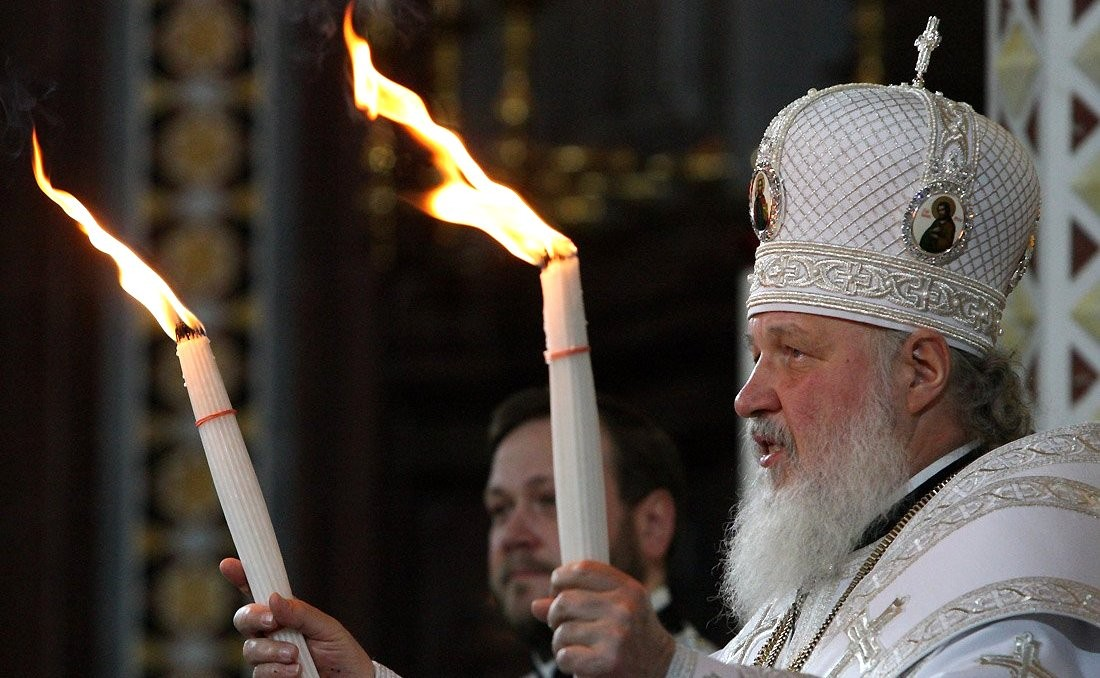
Патриарх Кирилл с благодатным огнём на Пасхальном богослужении в храме Христа Спасителя в ночь с 3 на 4 апреля 2010 года

В докладе на Архиерейском совещании 2 февраля, в числе прочего, сказал об отношениях с Римско-католической церковью по итогам 2009 года, когда, по его словам, наметившиеся положительные тенденции в диалоге с нею «получили своё дальнейшее развитие»: «Наши позиции совпадают по многим проблемам, которые современный мир ставит перед христианами. Это — агрессивная секуляризация, глобализация, размывание норм традиционной морали. По этим вопросам последовательную позицию, близкую православной, занимает папа римский Бенедикт XVI».
25 февраля, в день вступления в должность президента Украины Виктора Януковича, вместе с митрополитом Киевским и всея Украины Владимиром (Сабоданом) до церемонии инаугурации совершил молебен в Киево-Печерской лавре, обратившись со словом к новому главе государства, — впервые в истории Украины; участие патриарха в мероприятии в связи с инаугурацией президента иностранного государства (первый такой акт в истории Московского патриаршества) вызвало критику ряда политиков Украины.
В ноябре в связи с нарастанием недовольства в католических кругах России передачей более десяти католических и протестантских храмов в Калининградской области в собственность РПЦ выступил со специальным обращением по региональному калининградскому телевидению, заявив, что культовые сооружения будут использоваться размещёнными в них учреждениями культуры столько, сколько пожелают, или пока не переедут в построенные для них здания.

### 2011 год
В ноябре совершил официальный визит в Антиохийский патриархат, посетив Дамаск, Бейрут (Ливан), Баламанд.
В течение года совершил 21 архипастырский визит в 19 епархий России, Украины и Молдовы.

### 2012 год
В марте 2012 года во время дела Pussy Riot называл акцию девушек «глумлением над святыней», а попытки оправдания их действий со стороны православных верующих — недопустимыми.
В начале апреля, в связи с рядом широко освещаемых в СМИ скандалов, в частности, вокруг акции группы Pussy Riot в храме Христа Спасителя в конце февраля и своей личной квартиры, заявил: «Мы все сегодня являемся свидетелями мощной антицерковной риторики. <…> а потом и моя скромная персона подверглась информационным атакам. Поэтому речь идёт, конечно, о том, что мы сегодня имеем дело с информационной стратегией против Церкви».
Согласно результатам социологического опроса, проведённого в конце июня Всероссийским центром изучения общественного мнения, с уважением относилось к нему 46 % респондентов, вызывал надежду у 27 %, доверие — у 19 %, симпатию — у 17 % опрошенных; с недоверием к нему относилось 4 %, с разочарованием — 2 %, с безразличием — 13 % опрошенных, антипатию вызывал у 1 % участников опроса, столько же граждан осуждали его или воспринимали скептически.
В августе стало известно, что патриарх впервые стал реальным пользователем социальной сети Facebook с учётной записью PatriarhKirill. Кирилл ответил на вопрос одного из посетителей своей странички о понимании патриархом сути искупления. Однако ещё в мае заместитель руководителя пресс-службы Московской патриархии диакон Александр Волков отмечал, что «это не личная страница патриарха Кирилла. Это один из официальных информационных ресурсов Московского патриархата, который поддерживается Синодальным информационным отделом», и предполагалось, что «ресурс не будет являться источником прямой связи со Святейшим патриархом».
С 16 по 19 сентября, по приглашению предстоятеля Польской православной церкви митрополита Саввы совершил «визит в Польшу», первый в истории визит в Польшу патриарха Московского и всея Руси, рассматривавшийся польскими СМИ, католическим епископатом Польши и России и экспертами также и как шаг навстречу Римской церкви. В ходе визита совместно с председателем Польской епископской конференции митрополитом Юзефом Михаликом в Королевском дворце Варшавы подписал Совместное послание народам России и Польши; официальные сообщения Московского патриархата особо отмечали, что подписанное послание «не относится к числу богословских и межцерковных документов и не затрагивает вопросы вероисповедания, заключается в призыве к примирению и взаимному прощению в духе христианской любви». Премьер-министр Польши Дональд Туск заявил, что патриарший визит явился ещё одним шагом на «очень сложном пути к польско-российскому примирению».

### 2013 год

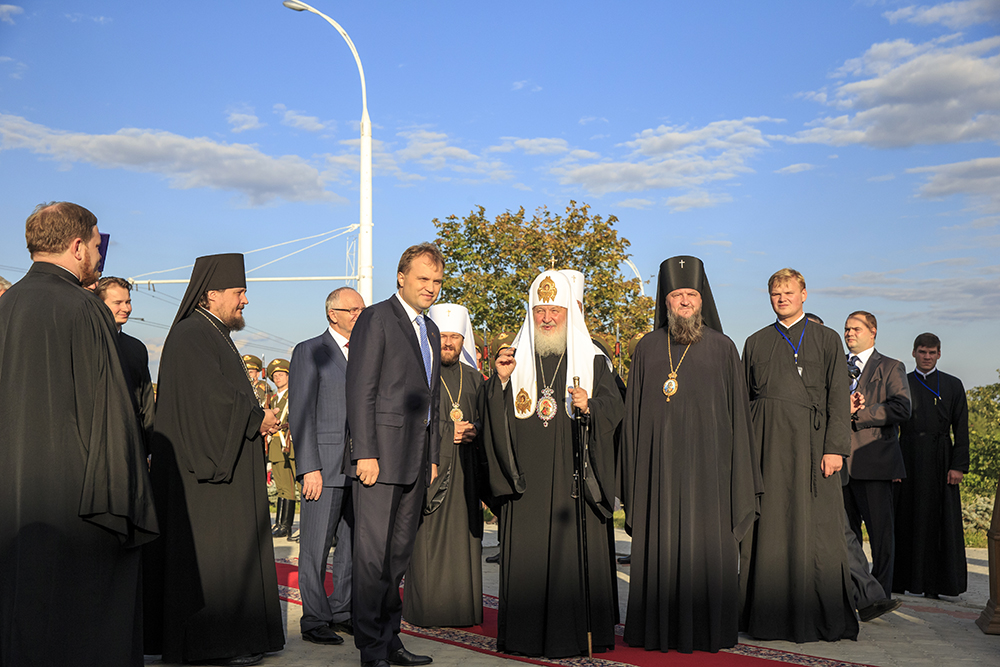
Патриарх Кирилл в Приднестровской Молдавской Республике, сентябрь 2013 г.

1—7 июня 2013 года совершил визит в Элладскую церковь и на Святую гору Афон (Константинопольский патриархат), имел встречу с членами Эпистасии Святой Горы.
7—9 сентября совершил визит в Православную церковь Молдовы, приуроченный к 200-й годовщине основания Кишиневско-Молдавской митрополии, в ходе которого посетил Тираспольскую епархию (на территории Приднестровской Молдавской Республики).

### 2016 год
12 февраля 2016 года в Гаване имел встречу с папой римским Франциском, первую встречу такого уровня за всю историю Русской и Римской церквей, в ходе которой была подписана совместная декларация.
27—29 мая совершил паломничество на Афон. Поездка была приурочена празднованию 1000-летия «русского присутствия» на Святой Горе. 28 мая в Пантелеимоновом монастыре встречал прибывшего на Афон президента Российской Федерации Путина. По сообщению греческих СМИ, визит президента и патриарха вызвал недовольство некоторых представителей Вселенского патриархата и Элладской церкви, которые полагают, что на Афоне не может быть никаких национальных «присутствий». После литургии 29 мая в Покровском храме Пантелеимонова монастыря, обращаясь к представителю Вселенского патриарха на Афоне митрополиту Апостолу и прочим присутствовавшим за богослужением, говоря о значении Пантелеимонова монастыря для «современной Руси», сказал: «Русь — это все те народы, которые сегодня существуют в независимых государствах, это и те, кто живёт в Российской Федерации, и на Украине, Белоруссии, Молдове, и во многих других государствах на просторах исторической Руси.» 21 сентября 2016 года возглавил церемонию открытия выставки «Русь и Афон. К 1000-летию присутствия русских монахов на Святой Горе», организованной в музейной галерее комплекса Храма Христа Спасителя в Москве.
В сентябре поддержал инициативу православных граждан по сбору подписей за законодательную отмену абортов в России, и поставил свою подпись под соответствующей петицией.

### 2018 год
Согласно СМИ и сделанному патриархом Кириллом спустя два месяца заявлению, его встреча 31 августа 2018 года в Фанаре с Вселенским патриархом Варфоломеем выявила отсутствие взаимопонимания по украинскому вопросу и не смогла предупредить подготавливаемые Константинопольским патриархатом действия по Украине.
19 октября, комментируя ранее принятое Священным синодом РПЦ решение «ввиду продолжающихся антиканонических действий Константинопольского Патриархата признать невозможным дальнейшее пребывание с ним в евхаристическом общении», заявил: «[Константинопольский Патриархат] вторгся в нашу юрисдикцию, простил раскольников, которые были анафематствованы, а значит, отождествив себя с раскольниками, сам стал раскольником»; он сказал также, что, по его ощущению, «абсолютное большинство православных» поддерживают решение Русской церкви о разрыве общения с Константинопольским патриархатом.

### 2019 год
В конце января 2019 года состоялись торжества, посвящённые 10-летию Поместного собора Русской православной церкви и интронизации патриарха Кирилла. 31 января в Государственном Кремлёвском дворце состоялось торжественное собрание по этому поводу. На собрании присутствовали Президент России Владимир Путин, патриарх Кирилл, предстоятели поместных православных церквей, члены Священного Синода РПЦ и другие. В ходе своего выступления, патриарх Кирилл, обращаясь к делегациям Александрийской, Грузинской, Румынской, Болгарской, Польской церквей, заявил, говоря о событиях в церковной жизни Украины: «Украина — это не периферия нашей Церкви. Мы называем Киев „матерью городов русских“, для нас Киев — то, чем для многих является Иерусалим. Оттуда началось русское православие, и ни при каких обстоятельствах мы не можем отказаться от этой исторической и духовной связи. На этой духовной связи зиждется единство всей нашей Поместной Церкви».

### 2022 год
После начала вторжения РФ на Украину патриарх Кирилл пытался и показать лояльность властям РФ, и не высказываться прямо в поддержку вторжения. Однако уже весной религиоведы и религиозные деятели, представляющие различные конфессии, указали на Кирилла как на одного из важнейших идеологов вторжения на Украину. Также по информациям газеты The Daily Telegraph, France 24 и The Moscow Times, патриарх активно поддерживает войну на Украине. По информации газеты Вашингтон Пост, проповеди патриарха Кирилла стали повторять, а в некоторых случаях и дополнять риторику, которую использовал Владимир Путин для оправдания нападения на города и гражданское население Украины. По информации агентства Рейтер, патриарх изображает войну как «метафизическую» битву за выживание России против злого Запада, стремящегося уничтожить Россию.
В конце февраля духовенство Сумской епархии УПЦ МП обвинило патриарха Кирилла в том, что он «никак не осудил агрессивные действия российской власти» и приняло решение прекратить богослужебное поминовение его имени. По состоянию на 3 марта 2022 года поминовение Московского патриарха официально прекратили 15 из 53 епархий УПЦ МП (Тернопольская, Черновицко-Буковинская, Каменец-Подольская, Винницкая, Хмельницкая, Белоцерковская, Волынская, Владимир-Волынская, Мукачевская, Ровенская, Вознесенская, Житомирская, Ивано-Франковская, Львовская и Сумская), а многие другие епископы благословили на это без письменного решения. Так же поступили священники храма святого Николая в Амстердаме, после чего храм перешёл во Вселенский патриархат. Состоявшийся 27 мая 2022 года в Киеве собор УПЦ, среди прочего, выразил «несогласие с позицией Патриарха Московского и всея Руси Кирилла относительно войны в Украине».
2 марта и. о. генерального секретаря Всемирного совета церквей священнослужитель Румынской православной церкви Иоанн Саука обратился к патриарху Кириллу, призвав его стать «посредником между представителями власти, чтобы прекратить войну» и призвал «возвысить свой голос и высказаться в защиту страждущих братьев и сестер» на Украине, на что тот ответил письмом, возложив ответственность за вооружённую конфронтацию на страны Запада, которые не только «накачали Украину оружием и военными инструкторами», но и «попытались сделать врагами братские народы — русских и украинцев», а «самое страшное», по его мнению, есть «попытка „перевоспитания“, ментальной переделки украинцев и живущих там русских во врагов России».
6 марта, в Прощёное воскресенье, по совершении литургии в Храме Христа Спасителя в Москве, в своём слове, по мнению Би-би-си, «фактически поддержал кремлёвскую версию событий в Украине, добавив к ней новые детали», сказав, в частности: «Восемь лет идут попытки уничтожить то, что существует на Донбассе. А на Донбассе существует неприятие, принципиальное неприятие так называемых ценностей, которые сегодня предлагаются теми, кто претендует на мировую власть. Сегодня есть такой тест на лояльность этой власти, некий пропуск в тот „счастливый“ мир, мир избыточного потребления, мир видимой „свободы“. А знаете, что это за тест? Тест очень простой и одновременно ужасный — это гей-парад. <…>».
13 марта, на праздник «Торжество православия», патриарх Кирилл передал директору Федеральной службы войск национальной гвардии Российской Федерации — главнокомандующему Нацгвардии РФ Виктору Золотову Августовскую икону Божией Матери для её установления в главном храме Росгвардии в Балашихе, выразив надежду, что «этот образ вдохновит молодых воинов, которые принимают присягу».
24 мая Архиерейский собор Православной церкви Украины, по предложению своего предстоятеля митрополита Епифания (Думенко), попросил Предстоятеля «обратиться к Вселенскому Патриарху и Предстоятелям Поместных Церквей по поводу привлечения российского Патриарха Кирилла к канонической ответственности и лишения его Патриаршего престола за распространение еретического этнофилетического учения на основе идеологии „русского мира“, предоставление „благословения“ российским войскам на войну в Украине, <…> а также за провоцирование схизмы в Церкви, в частности через создание на канонической территории Александрийского Патриархата „епархий РПЦ“».
В интервью, данном греческому телевидению в конце мая, патриарх Варфоломей сказал, что ожидал, что патриарх Кирилл сможет противостать президенту Путину в его намерении вторгнуться на Украину и при необходимости пожертвовать престолом, но его поведение разочаровало.
21 сентября во время проповеди в Зачатьевском женском монастыре Москвы патриарх призвал не считать украинцев врагами. Среди прочего, он сказал: «Мы знаем, какая опасность нависла над украинским народом, который пытаются переформатировать, сделать государством, противным Руси, вражеским по отношению к России.» Патриарх попросил молиться об укреплении «братских чувств народов святой Руси».
Произнесённые в проповеди 26 сентября слова «Церковь осознает, что если кто-то, движимый чувством долга, необходимостью принять присягу, остается верен своему призванию и погибает во время исполнения воинского долга, то он, несомненно, совершает деяние, равносильное жертве. Он приносит себя в жертву за других. И потому верим, что эта жертва смывает все грехи, которые человек совершил» побудили комментаторов сделать вывод, что он уподобляет гибель во время военных действий российских солдат крестной жертве Христа, что вызвало критику многих, кто счёл таковое отходом от христианского вероучения и даже ересью. Министр иностранных дел Эстонии Урмас Рейнсалу расценил данное заявление патриарха как восхваление «геноцидной войны» и предложил ЕС включить патриарха Кирилла в санкционный список Европейского союза за похвалу «геноцидной войне».

### 2023 год
11 марта патриарх Кирилл обратился к предстоятелям поместных православных церквей, ряду религиозных деятелей и представителей международных организаций с посланиями, в которых поделился «глубокой обеспокоенностью в связи с резким усилением государственного давления на православных христиан Украины», в частности, в связи с ситуацией вокруг Киево-Печерской лавры.

## Санкции
7 апреля 2022 года, на фоне вторжения России на Украину, Европарламент признал и осудил роль патриарха Кирилла в «обеспечении богословского прикрытия агрессивной войны», тем самым счёл его потенциальным объектом для санкций, в мае санкции против Патриарха предложила ввести Европейская комиссия.
16 июня 2022 года правительство Великобритании ввело против патриарха Кирилла санкции — «за выдающуюся поддержку российской военной агрессии на Украине». В заявлении министра иностранных дел Лиз Трасс, отмечалось, что патриарх Кирилл «неоднократно злоупотреблял своим положением, чтобы оправдать войну». Ранее патриарх Кирилл был внесён ФБК в сокращенный ТОП-200 списка коррупционеров и разжигателей войны за поддержку агрессии России против Украины и действий российских властей.
Из-за позиции Венгрии санкции в отношении патриарха Кирилла были исключены из 6-го пакета санкций против России. Глава МИД Венгерской Республики Петер Сийярто отметил: «Для нас это было принципиальным вопросом, потому что мы настаиваем, как и в случае национальных интересов, на свободе вероисповедания. Страшно даже подумать, какие процессы вызвало бы включение в список лидера одной из самых важных христианских церквей Европы».
23 июня 2022 года Литва запретила въезд патриарху Кириллу сроком на 5 лет за активную поддержку нападения на Украину.
7 июля 2022 года патриарх Кирилл внесён в санкционный список Канады «российских агентов дезинформации», которые «несут ответственность за содействие и поддержку неоправданного вторжения России в Украину».
19 октября 2022 года Украина ввела санкции против патриарха Кирилла, так как он «проповедует доктрину „русского мира“, благословил войну против Украины». 4 ноября 2023 года СБУ сообщила о заочном подозрении патриарха Кирилла в посягательстве на территориальную целостность Украины, оправдании вооруженной агрессии РФ, развязывании и ведении агрессивной войны. По данным следствия, патриарх «входит в ближайшее окружение высшего военно-политического руководства России и одним из первых публично поддержал полномасштабную войну против Украины».
24 февраля 2023 года Австралия и Новая Зеландия ввели санкции против патриарха Кирилла по аналогичным основаниям.
26 апреля 2023 года Чехия внесла патриарха в национальный санкционный список с формулировкой «злоупотребляет верой для оправдания зверств, совершенных российскими солдатами на Украине» и «использует своё положение, чтобы оправдывать российскую агрессию в проповедях и других публичных выступлениях».
9 июня 2023 года Эстония запретила въезд в страну патриарху Кириллу.

## Общественная деятельность в 1990—2010-х годах

### Членство в консультативных и иных государственных органах
С 13 января 1995 по 30 мая 1997 — член общественного совета при Председателе Правительства Российской Федерации по вопросам урегулирования ситуации в Чеченской Республике.
С 24 мая 1995 по 1 января 2005 — член президиума комиссии при Президенте Российской Федерации по Государственным премиям Российской Федерации в области литературы и искусства.
С 2 августа 1995 по 28 мая 2009 — член Совета по взаимодействию с религиозными объединениями при Президенте Российской Федерации (переназначался в состав совета 13 октября 1996, 17 марта 2001 и 7 февраля 2004).

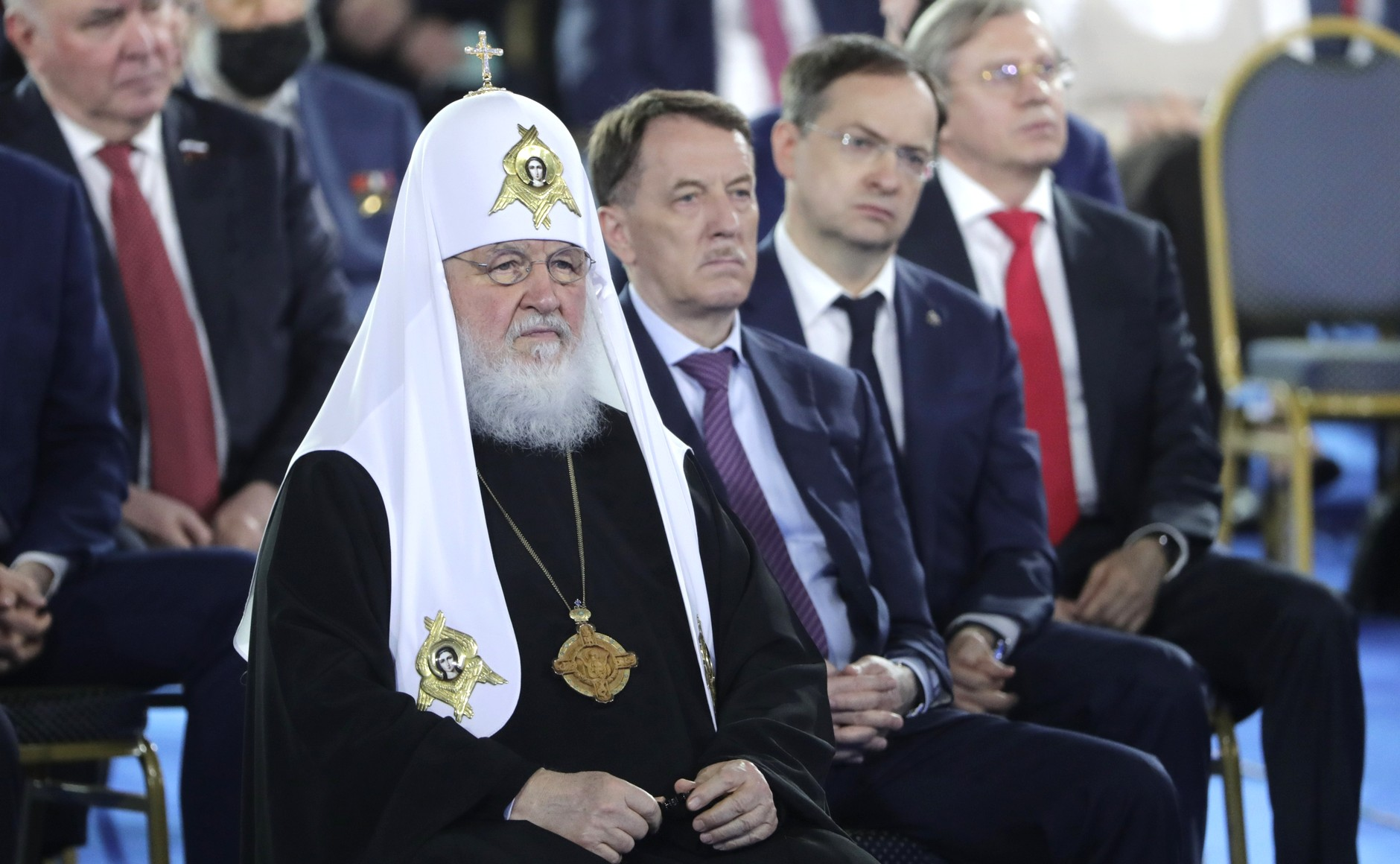
Патриарх Кирилл на послании Федеральному собранию в 2021 году

С 19 февраля 1996 — член коллегии Российского государственного морского историко-культурного центра (Морского центра).
С 4 декабря 1998 — член Российского организационного комитета по подготовке к встрече третьего тысячелетия и празднованию 2000-летия христианства
С 10 октября 2005 — член организационного комитета по проведению Года Российской Федерации в Китайской Народной Республике и Года Китайской Народной Республики в Российской Федерации.
С 1 сентября 2007 — член организационного комитета по проведению Года Российской Федерации в Республике Индии и Года Республики Индии в Российской Федерации.

### Участие в различных мероприятиях. Высказывания и оценки
Митрополит Кирилл был заместителем Главы Всемирного русского народного собора (ВРНС) (в патриаршество патриарха Алексия II), в публичной деятельности которого он принимает активное участие. ВРНС — «крупнейший общественный форум современной России, существующий с 1993 года». Несмотря на то, что большинство наблюдателей говорили о политическом поправении митрополита, он не отрёкся от своих вполне западнических убеждений. Так, на вопрос директора Государственной телекомпании «Калининград» заместитель Главы ВРНС, заметив, что Собор «определённо высказался о важности модернизации России», в частности, сказал:

Другого пути технического развития, кроме того, по которому прошёл Запад, не существует. Если кто-то знает о таком, пусть нам покажет и расскажет. Но пока что люди с удовольствием пользуются хорошими западными автомашинами, созданными для езды по хорошим дорогам. И было бы глупым упрямством ставить себе задачу в пику известным и общепризнанным достижениям человеческой цивилизации во что бы то ни стало изобретать нечто своё, ни на что не похожее.

Полностью теме модернизации России посвящён доклад митрополита Кирилла на XI Всемирном русском народном соборе 5 марта 2007.
В 2005 году высказался в поддержку позиции мэра Москвы Юрия Лужкова о непроведении парада секс-меньшинств в городе, выразив уверенность в том, что западным политикам не удастся заставить мэра разрешить проведение в российской столице гей-парада. Подтвердил своё безоговорочное осуждение гомосексуализма в интервью журналу «Шпигель» в январе 2008; однако высказался против преследования и стигматизации лиц с гомосексуальной ориентацией («Но мы не осуждаем людей. Они свободны жить так, как считают правильным»).
20 февраля 2008 выступил с речью в Кремле на XII Всемирном русском народном соборе о том, как молодому человеку строить свой жизненный путь.

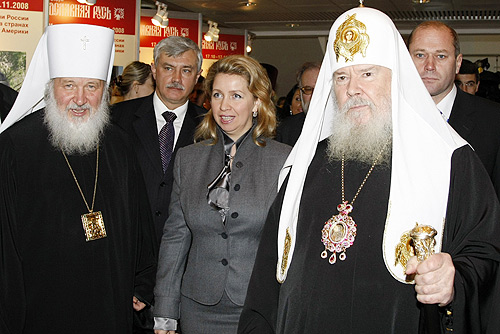
Кирилл, патриарх Алексий II и Светлана Медведева на открытии VII церковно-общественной выставки-форума «Православная Русь». 8 ноября 2008

В мае 2008 газета «Аргументы Недели» сообщила о его вхождении в состав оргкомитета по проведению нового праздника — Дня любви, семьи и верности (дня святых Петра и Февронии), патронессой которого выступает Светлана Медведева.
В том же году на телеканале «Россия», по благословению Патриарха Алексия II, принял участие в проекте «Имя Россия», представив «на суд телезрителей житие и деяния святого благоверного великого князя Александра Невского (в схиме Алексия)», ставшего в итоге победителем проекта.
22 мая 2009 впервые как Глава ВРНС открыл XIII Всемирный русский народный собор — «Экология души и молодёжь. Духовно-нравственные причины кризисов и пути их преодоления».
3 июня 2009 на литургии назвал многомиллионные потери СССР в Великой Отечественной войне наказанием советского народа «за страшный грех богоотступничества всего народа, за попрание святынь, за кощунство и издевательство над Церковью».
21 ноября 2010, в праздник Собора архистратига Михаила, после Божественной литургии в Архангельском соборе Патриарх Кирилл заявил по поводу погибших в дорожно-транспортных происшествиях: «Мы создаём машины, мы становимся мощными и сильными, но у нас не хватает ни разума, ни нравственного чувства с ответственностью относиться к той силе, которую человек получает в свои руки. Когда пьяный водитель сбивает на пешеходном перекрёстке детей — что это, как не бездна человеческой безответственности?».
3 января 2011, в день памяти святителя Московского Петра, на торжественном приёме после Божественной литургии в Успенском соборе Патриарх поделился с участниками богослужения своими мыслями о задачах церкви: «Задача Русской Православной Церкви заключается в том, чтобы воспитывать человека, способного на жертву, на подвиг, на победу… Главное наше дело — молитва, но вокруг молитвы мы должны создавать активное поле жизнедеятельности, воспитывать людей, давать образование, являть примеры доброго отношения к людям через социальную деятельность».
В рождественском интервью 2012 года высказался по поводу происходивших тогда массовых протестов, сказав, что общество имеет право на выражение несогласия, а власть должна прислушиваться к протестам и корректировать свой курс. При этом Патриарх подчеркнул, что необходимо сохранить баланс и проявлять мудрость, так как «справедливые <…> протесты людей очень ловко используются теми политическими силами, которые стремятся к власти».
В январе 2012 года в интервью каналу «Вести» указал на день субботний, как предназначенный Богом день отдыха: «У людей должны быть дни отдыха, и человек должен иметь возможность поправлять своё здоровье, и для того нам и день субботний дан», — заявил Патриарх в интервью «Вестям».
22 апреля 2012 года возглавил крестный ход у храма Христа Спасителя, предваряющий молебен в защиту веры и Православной церкви. Поводом для этой всероссийской акции — самого масштабного из подобных мероприятий в новейшей истории России — стала череда выпадов в адрес Церкви.
В 2012 году совершил 245 богослужений, возглавил 41 епископскую и 21 иерейскую хиротонии, совершил 25 освящений храмов, а также закладных камней в основание будущих церквей.
В декабре 2013 года в рамках специального проекта газеты «Аргументы и факты» «100 главных вопросов России» следующим образом сформулировал свой вариант ответа на вопрос о смысле жизни: «Бог предопределил мир к безграничному развитию и совершенствованию. Каждый из нас должен быть соработником Богу в этом великом деле… Соработничество Богу — вот смысл жизни. В первую очередь это совершенствование самого себя — умственное, духовное, физическое».
28 декабря 2013 года высказался против суррогатного материнства.

## Критика

### Обвинения в связях с КГБ
Согласно заключению Комиссии Президиума Верховного Совета России по расследованию причин и обстоятельств ГКЧП (опубликовано в марте 1992 года), возглавлявшейся Глебом Якуниным и Львом Пономарёвым, имело место «антиконституционное использование Центральным комитетом КПСС и органами КГБ СССР ряда церковных органов в своих целях путём вербовки и засылки в них агентуры КГБ». Частное определение комиссии, говоря о деятельности агентов КГБ «по линии Отдела внешних церковных сношений» указывает, что «характер исполняемых ими поручений свидетельствует о неотделённости указанного Отдела от государства, о его трансформации в скрытый центр агентуры КГБ среди верующих».
На основании сопоставления известных заграничных поездок агента КГБ по фамилии «Михайлов» и владыки Кирилла появилось предположение о тождестве владыки Кирилла и агента «Михайлова».
В 2003 году член Московской Хельсинкской группы священник Георгий Эдельштейн направил письмо Президенту России Владимиру Путину, где обвинял митрополита Кирилла в связях с КГБ.
В феврале 2023 года несколько швейцарских изданий опубликовали расследование о деятельности Владимира Гундяева в Швейцарии. По утверждению изданий, рассекреченные документы швейцарской полиции за период с 1969 по 1989 годы подтверждают, что Гундяев был связан с КГБ и занимался в 1970-е годы шпионской деятельностью в Швейцарии под псевдонимом «Михайлов». Офицером КГБ называет Гундяева в автобиографии и бывший консул при советском посольстве в Женеве Вадим Мельников.

### Обвинения в модернизме и экуменизме
В 1990-е годы и позже подвергается критике со стороны некоторых представителей Русской православной церкви за церковный модернизм и экуменизм, что первоначально было в значительной степени обусловлено восприятием митрополита Кирилла как одного из учеников и продолжателей дела митрополита Никодима (Ротова), а также практикуемыми им литургическими особенностями, которые консервативной частью Церкви ассоциируются с обновленчеством: богослужебное чтение Священного Писания в русском переводе, чтение «тайных молитв» громко, выборочная «русификация» чинопоследований и прочее. По мнению историка Н. А. Митрохина, Кирилл, «с юности принимавший активное участие в экуменическом движении», унаследовал от своего учителя — митрополита Никодима — «чувство глубокого уважения к формам управления католической церковью».

### Обвинения в консерватизме
Со второй половины 1990-х годов митрополит Кирилл старался презентовать себя как просвещённого патриота и поборника традиционных ценностей. В результате общественно-политическая оценка его в светских СМИ в 2000-е годы — совершенно иная: его именуют «лидером российской неоконсервативной мысли», реставратором идеи Москва — Третий Рим. Начинает рассматриваться обществом как политик и один из вероятных кандидатов на Патриарший Престол.

### Критика курса
Консервативно настроенные члены РПЦ критиковали курс патриарха Кирилла на активное присутствие Церкви в обществе, заявляя об обмирщении Церкви и умалении собственно духовного аспекта православной религии в пользу «миссионерского творчества» и «социальной активности». Во взятом патриархом курсе консервативные критики усматривали опасность проникновения в православную традицию светских ценностей, что, по их мнению, неминуемо приведёт к «духовному релятивизму». Активное включение Церкви в социальное служение они называли «лукавой подменой», грозящим «обмирщением, обесцениванием и, наконец, обессоливанием христианства. Утратой главной спасительной миссии в мирской суете». Некоторыми светскими аналитиками курс патриарха по усилению влияния РПЦ на общество также оценивался как «обмирщение» Церкви. Так, религиовед С. Б. Филатов (2012) утверждал, что характер миссии патриарха Кириллом, является светским, по своей сути, политическим: «Независимо от веры в Бога Кирилл и его единомышленники проповедуют не веру в Бога, а неославянофильскую идеологию национального возрождения, по сути своей светскую». А. В. Малашенко (2009), касаясь стратегии патриарха Кирилла, называл в качестве двух важнейших аспектов миссию и «активное внедрение Церкви в общественно-политическую жизнь, ее [Церкви] обмирщение».
По мнению теолога Андрея Шишкова, такое «обмирщение» представляет собой естественный процесс, который указывает, что религиозная и светская сферы, соприкасаясь друг с другом, начинают взаимовлияние. Пока религия в советский период находилась в изоляции, никакого влияния на практике не наблюдалось, исключая диффузные процессы на границах. Но когда начинается взаимопроникновение этих двух сфер в публичном пространстве, трансформации становятся более заметны и вызывают реакцию.

### Обвинения в стяжательстве
Патриарх Кирилл неоднократно критиковался за использование предметов роскоши и участие в предпринимательской деятельности. В 2020 году патриарх Кирилл призывал свою паству не верить информации о своём богатстве и заявил, что публикации в СМИ о его имуществе имеют цель «скомпрометировать тех, кто правду Божию провозглашает… чтобы народ перестал нас слушать». 23 мая 2025 года были опубликованы результаты расследования проекта «Система», согласно которым патриарх Кирилл имеет псевдоним в базе Федеральной налоговой службы (ФНС) — Иван Захарович Прохоров. Отмечается, что на момент публикации псевдонимами для обозначения в таких базах пользовались только силовики и чиновники, поскольку это позволяет скрывать доходы и имущество.

#### Импорт алкогольной и табачной продукции
В конце 1990-х — начале 2000-х годов журналист газеты «Московский комсомолец» Сергей Бычков обвинял митрополита Кирилла в использовании предоставлявшихся в начале 1990-х годов Правительством Российской Федерации налоговых льгот на импорт алкогольной (церковное вино) и табачной продукции.
По утверждениям главного редактора сетевого издания Портал-Credo.ru Александра Солдатова, опубликованным в «Новой газете», импортом табачных изделий занималась финансово-торговая группа «Ника», вице-президентом которой стал протоиерей Владимир Верига — коммерческий директор отдела внешних церковных связей, которым руководил Кирилл.
Митрополит Кирилл неоднократно опровергал обвинения в личной заинтересованности; во время онлайн-беседы с общественностью назвал подобные публикации «совершенно конкретным политическим заказом», который отрабатывается «с упорством, достойным иного применения», причём об этом пишут «не газеты, а одна газета». Он отметил, что «к сожалению, в нашем обществе очень распространено использование прессы для сведения личных счётов или достижения политических, карьерных и прочих целей. В данном случае мы имеем дело с заказной кампанией, направленной на достижение, по крайней мере, одной или двух вышеупомянутых целей».
В январе 2009 года епископ Венский и Австрийский Иларион (Алфеев) рассказал в интервью «Интерфакс-Религия»:

В девяностых годах я не раз спрашивал митрополита: «Почему вы не отвечаете на эти нападки? Если вы не подписывали документы, почему не назовёте имена тех, кто их подписывал?» Его ответ всегда был один и тот же: «Я никого не могу и не хочу „подставить“. Называя имена, мы нанесём удар по Церкви». Он брал удар на себя, но не называл ничьи имена. Помню, как я спрашивал владыку Кирилла: «Почему вы не подадите в суд на журналиста и газету, которая публикует клеветнические статьи?» На это он отвечал, что, во-первых, Господь заповедал подставлять правую щёку, когда ударяют левую. Во-вторых, священнослужителю не пристало решать вопросы в светском суде. А в-третьих, если начнётся судебное разбирательство, та же самая газета и тот же самый журналист будут его освещать. И даже если суд докажет безосновательность обвинений и обяжет газету опубликовать опровержение клеветы, за то время, пока длился процесс, на Церковь будет вылито столько грязи, что ущерб, нанесённый Церкви, будет ещё более велик.
Бывший в 1999—2000 годах главой налоговой службы России Александр Починок в преддверии Поместного собора Русской православной церкви 2009 года сказал, что он «за время работы не видел ни одного документа в этой сфере, связанного с Кириллом, ни одного обращения от него». В «Известиях» от 23 января 2009 Починок уточнял:

правительство и решило помочь, выделив РПЦ квоты на ввоз подакцизных товаров, предоставив соответствующее разрешение через правительственную комиссию по гуманитарной помощи на их ввоз. При этом РПЦ — точнее, компании, близкие к ней, — была освобождена от уплаты таможенных пошлин. Всё это закончилось печально для всех — и для тех импортёров, потому что многие из них пострадали, и для бюджета. <…> Я не встречал документов по предоставленным Церкви льготам, связанных с именем Кирилла.

#### Инцидент с часами Breguet
В 2009 году в интернете появилась фотография патриарха Кирилла с наручными часами швейцарской компании Breguet стоимостью около 30 тысяч евро. В 2012 году в ходе интервью Владимиру Соловьеву патриарх заявил, что у него есть эти часы, однако он «их никогда не носил», а фотографию из интернета он назвал фотомонтажом. На следующий день блогеры на официальном сайте Патриархия.ru обнаружили фотографию, где на руке патриарха нет часов, но при этом они отражаются на лакированном столе. Пресс-служба РПЦ была вынуждена признать свою «ошибку», а часы патриарха стали объектом многочисленных интернет-мемов. Журналисты отмечали, что «патриарх Кирилл верит в то, что дорогие часы и автомобили — неотъемлемая часть сакрального представительства», а три священника из Удмуртии, которые критиковали образ жизни патриарха, лишились церковных должностей.

#### Инцидент с квартирой
В начале 2012 года получила широкий общественный резонанс ситуация вокруг судебного дела о возмещении ущерба квартире, принадлежащей патриарху, ответчиком по которому являлся проживающий по соседству Юрий Шевченко. Согласно позиции зарегистрированной и проживающей в патриаршей квартире истицы Лидии Леоновой и решению суда, на основании экспертизы, выполненной экспертами ИОНХ, пыль от ремонта в квартире Шевченко содержала опасные для здоровья компоненты, включая наночастицы, и причинила ущерб квартире патриарха, мебели и коллекции из почти 1600 книг. Итоговая сумма иска составила около 19,7 миллиона рублей. Сумма иска и неясный статус Леоновой вызвали многочисленные критические обсуждения в СМИ и блогосфере. В беседе с журналистом В. Соловьёвым патриарх пояснил, что он не имеет отношения к иску, который подан его троюродной сестрой Леоновой, зарегистрированной в квартире патриарха. В то же время Кирилл заверил журналиста Соловьёва, что деньги, которые по иску выплатил Леоновой экс-министр здравоохранения Шевченко, пойдут на чистку библиотеки и благотворительность.
По мнению журналиста радиостанции «Эхо Москвы» Сакена Аймурзаева, которое повторил ряд изданий, сам факт владения квартирой входит в противоречие с обетом нестяжания, который даёт при постриге каждый монах. Опрошенные ИА «Росбалт» юристы (Владимир Жеребёнков, Максим Столяров, Игорь Трунов) подтвердили, что, по их мнению, впервые в российской практике основанием для возмещения ущерба заявлено загрязнение квартиры наночастицами, а также заявили о беспрецедентной сумме, взысканной за причинение ущерба одной квартире. По мнению Трунова, имела место предвзятость суда, а по мнению Жеребёнкова — возможно, элементы лоббизма. Адвокаты, опрошенные РАПСИ, высказали иные мнения относительно суммы иска и не указывают на лоббизм: адвокат Константин Трапаидзе считает, что истец выиграла суд обоснованно, так как хорошо подготовилась к предстоящему процессу. Адвокат Наталья Сальникова назвала сумму колоссальной, но обоснованной, поскольку в результате инцидента была повреждена антикварная мебель и ценное имущество, а адвокат Олег Фролов высказал мнение, что стоимость квартиры и предметов в ней могли обусловить высокую цену ущерба.
В ответ на критику в связи с данным, а также рядом иных скандальных дел Московская патриархия, Общественная палата Российской Федерации и некоторые политики заявили об организованной кампании по дискредитации Патриарха и РПЦ. Сам патриарх Кирилл 16 июня 2012 в эфире программы «Слово пастыря» на Первом канале назвал людей, «которые критикуют церковь», «требующими духовного исцеления».

### Инцидент с иконой Троицы
В октябре 2023 года возник скандал из-за того, что в Даниловом монастыре в Москве заметили репродукцию «Троицы» Андрея Рублева, на которой дорисован Патриарх Кирилл. На картину обратил внимание лишенный сана диакон Андрей Кураев, который отметил, что патриарх «обожился и стал четвёртым лицом Троицы прямо при жизни».
Отцы церкви никогда раньше не изображались вместе с Троицей. В византийской традиции изображали императоров, которые подносили дары Святой Софии и Христу, например, миниатюрный храм. Император Константин преподносит миниатюрный храм. Но чтобы соединяться со святыми ликами божественной Троицы — такого не было примера. Существование подобной картины настолько не вписывается в церковную традицию, что некоторые журналисты даже предположили, что она может быть фотомонтажом. Однако позже стало известно, что это картина настоящая и появилась уже давно, её написал художник Игорь Бабайлов в 2012 году. Согласно сайту художника, увидев свой портрет на фоне троих ангелов, патриарх Кирилл сказал: «Лучший мой портрет, который когда-либо был написан».
Представитель РПЦ по связям с общественностью Вахтанг Кипшидзе, комментируя этот скандал, заявил, что «только психически больной человек увидит что-то неправильное» в этой картине. Кипшидзе отметил, что нет ничего предосудительного в изображениях людей на фоне икон; то же касается и фотоснимков, которые многие делают при посещении храмов и церквей. в изображениях людей на фоне икон. Кураев заявил: «Чего не умеют делать в патриархии — не умеют зарабатывать очки на чисто христианском поприще, поприще покаяния. Признание своих ошибок — что более естественно для христианина?».

## Внешнеполитическая деятельность

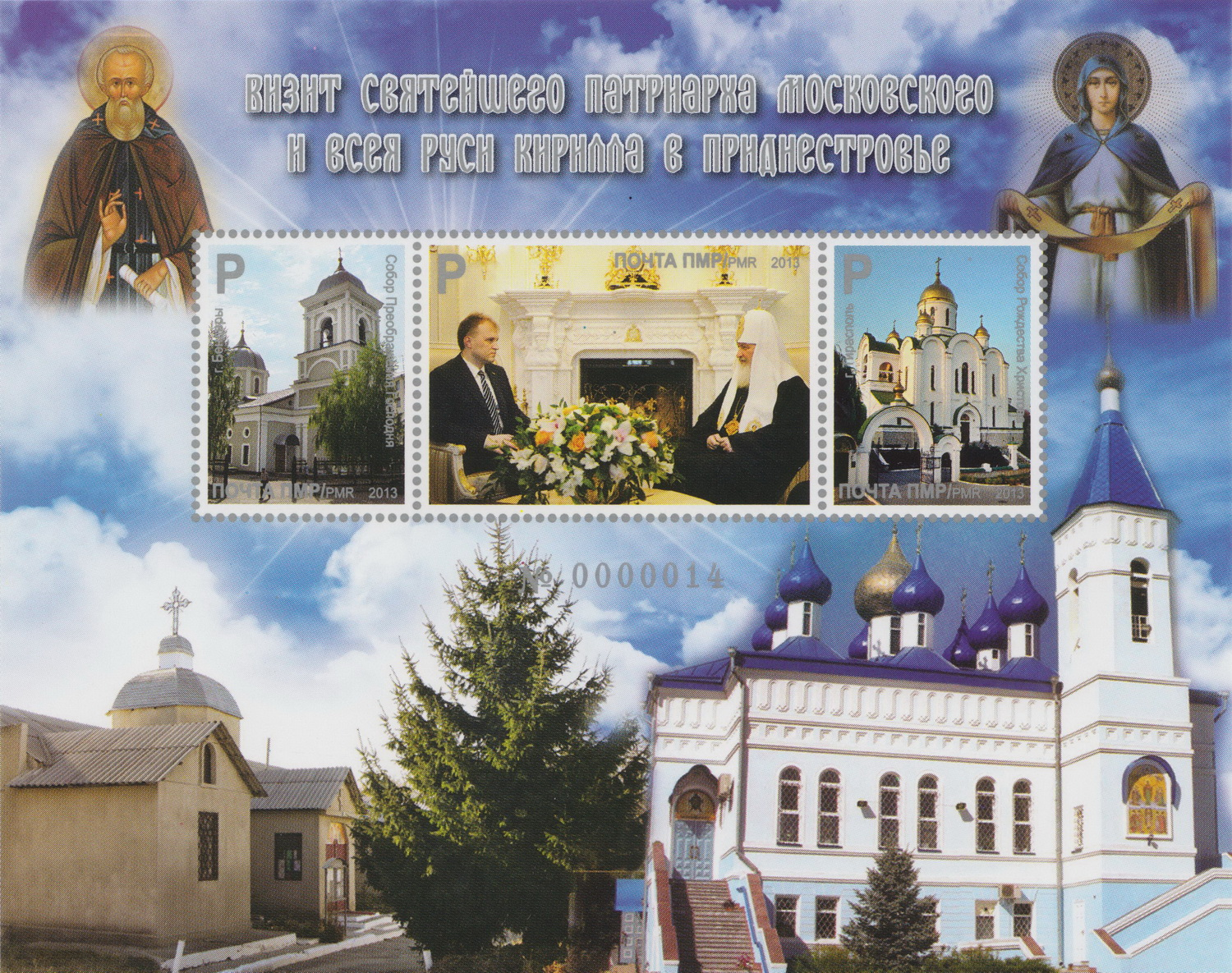
Почтовый блок Приднестровья, посвящённый двухдневному визиту патриарха Кирилла в Приднестровье, 2013

Принимал и принимает активное участие в работе многочисленных межхристианских организаций на конференциях, в комиссиях и диалогах с представителями инославных конфессий. Является автором нескольких книг и более 500 публикаций в российской и зарубежной периодике.
С конца 1990-х годов начал высказывать весьма сдержанную позицию по перспективе экуменического диалога.
В отношении вопроса о возможном визите римского папы в Российскую Федерацию — в публичных заявлениях всегда придерживался строго официальной позиции Русской православной церкви, принципиально не меняющейся с 1990:
Мы никогда не исключали в принципе возможности приезда папы римского в Россию или его встречи со Святейшим Патриархом Московским и всея Руси Алексием II на территории другой страны. Но, по нашему глубокому убеждению, это историческое событие должно свидетельствовать о положительных изменениях в отношениях между двумя Церквами. Достигнуть этого возможно при условии разрешения ряда конкретных проблем, существующих в наших отношениях, — миссионерской деятельности католиков в России и других странах СНГ и конфликта между православными и грекокатоликами на Украине. Убеждён, что основанием для улучшения взаимосвязей может быть близость позиций наших Церквей по таким актуальным вопросам современности как проблемы нравственности, вопросы биоэтики, необходимость проповеди и защиты традиционных христианских ценностей.
Заявление 6 июня 2007 на Конференции религиозных лидеров в связи с саммитом глав государств «Группы восьми», организованной по инициативе Евангелической Церкви в Германии, в Кёльне, содержало первое после распада СССР прямое политическое заявление в поддержку внешнеполитической позиции руководства страны: «Совершенно очевидно, что размещение в Чехии и в Польше элементов американской ПРО повлечёт за собой ответ России, которая усматривает в этом размещении угрозу своей безопасности. Мы стоим на пороге возобновления гонки вооружений, способной разрушить хрупкий баланс сил, обеспечивающий безопасность Европы».
Высказался за прекращение «политики уступок, проводимой в одностороннем порядке», которая «зачастую расценивается как проявление слабости, как своеобразная капитуляция перед центрами силы».
В октябре 2007 не исключил возможности создания православно-католического альянса, подчеркнув, однако, что границы гипотетического альянса между православными и католиками «не могут быть принципиальным образом закрыты для наших протестантских братьев».
Как «очень позитивную и очень красивую для себя» оценил состоявшуюся в начале декабря 2007 года свою встречу с Папой Бенедиктом XVI.
24 июня 2008, в первый день работы очередного Архиерейского собора РПЦ, выступил с докладом «Православное единство и православное свидетельство в современном мире», в котором, в частности, подверг критике то, что он обозначил как «несколько новых моментов» в интерпретации «выдвинутого Константинопольской церковью особенного толкования 28-го правила IV Вселенского собора», которые «создают впечатление постепенного развития новой экклесиологии».
20 октября 2008 в Гаване имел встречу с первым секретарём ЦК Коммунистической партии Кубы Фиделем Кастро; накануне в сослужении других архиереев РПЦ, в присутствии главы Кубы Рауля Кастро, совершил освящение храма в честь Казанской иконы Божией Матери в Гаване.
Как и его предшественник Алексий II, встретился (в 2010) с коптским патриархом Шенудой III.

## Награды

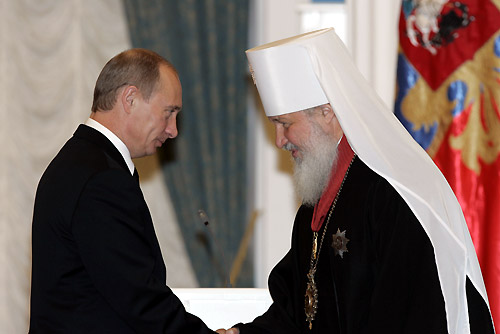
В. В. Путин вручает митрополиту Кириллу орден «За заслуги перед Отечеством» II степени. Москва, Кремль. 21 декабря 2006

### Церковные награды
Награды РПЦ
- орден святого равноапостольного великого князя Владимира II степени (16 сентября 1973)[275].
- орден преподобного Сергия Радонежского II степени (1986).
- Именная панагия (1988) — за активное участие в подготовке и проведении Юбилейных торжеств, посвящённых 1000-летию Крещения Руси.
- орден святого благоверного князя Даниила Московского I степени (1996).
- орден святителя Иннокентия, митрополита Московского и Коломенского II степени (2001).
- Серебряная медаль «Святого Апостола Петра» (2003, Санкт-Петербургская епархия).
- орден преподобного Сергия Радонежского I степени (2004).
- орден святителя Алексия, митрополита Московского II степени (2006).
- орден преподобных Антония и Феодосия Печерских I степени (2006, УПЦ МП).
- орден святого благоверного воеводы Стефана Великого II степени (2006, Православная церковь Молдовы) — в знак признательности за усердное служение и во славу Православной Церкви в Молдове.
- орден священномученика Исидора Юрьевского I степени (2009, ЭПЦ МП).
- орден в честь 450-летия принесения на землю Волынскую Почаевской иконы (2009, УПЦ МП).
- орден святителя Феодосия Черниговского (2011, УПЦ МП)[276].
- Медаль святителя Марка Ефесского І степени (19 мая 2016, Отдел внешних церковных связей Московского патриархата)[277].
- орден святого апостола Андрея Первозванного с алмазной звездой (20 ноября 2016)[278].

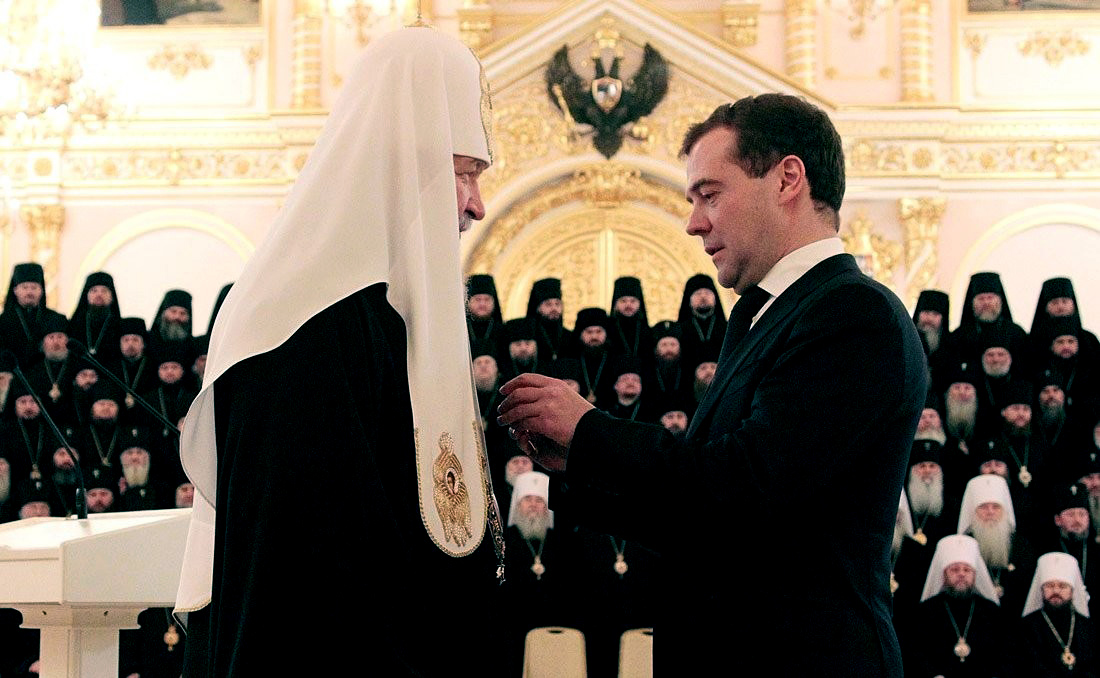
Д. А. Медведев вручает патриарху Кириллу орден Александра Невского. Москва, Кремль. 3 февраля 2011

Награды Поместных православных церквей
- ордена Грузинской, Чешских земель и Словакии, и Финляндской православных церквей.
- орден преподобного Саввы Освященного II степени (2007, Александрийская православная церковь).
- Золотая медаль святителя Иннокентия (28 апреля 2009, Православная церковь в Америке)[279].
- Памятная медаль Свято-Владимирской духовной семинарии (2010, Православная церковь в Америке).
- Большой крест ордена святого апостола и евангелиста Марка (2010, Александрийская православная церковь).
- орден святых апостолов Петра и Павла I степени (13 ноября 2011, Антиохийская православная церковь)[280].
- орден святого благоверного и равноапостольного царя Бориса (27 апреля 2012, Болгарская православная церковь)[281].
- Золотой орден апостола Варнавы (10 июня 2012, Кипрская православная церковь)[282].
- орден святой равноапостольной Марии Магдалины I степени (19 августа 2012, Польская православная церковь)[283].
- Большой крест ордена Живоносного Гроба Господня (9 ноября 2012, Иерусалимская православная церковь)[284].
- Большой крест ордена святого апостола Павла (3 июня 2013, Элладская православная церковь)[285][286].
- орден Святого царя Константина (6 октября 2013, Сербская православная церковь)[287].
- орден Святого Саввы I степени (16 ноября 2014, Сербская православная церковь)[288].
- орден Святого великомученика и целителя Пантелеимона I степени (2 июня 2016, Пантелеимонов монастырь, Афон)[289].

Награды других Церквей и конфессий
- орден святого Григория Парумальского (9 декабря 2006, Сиро-маланкарская католическая церковь, Индия)[290].
- орден святого Григория Просветителя (17 марта 2010, Армянская апостольская церковь, Армения) — в знак выражения братской любви, глубокого уважения и признательности распростёртого по миру армянского народа[291].
- орден «Шейх уль-ислам» (20 ноября 2011, Управление мусульман Кавказа)[292][293].
- орден «За заслуги перед Уммой» I степени (2012, Координационный центр мусульман Северного Кавказа)[294].
- орден «Аль-Фахр» I степени (2023, Совет муфтиев России)[295].

### Государственные награды
- орден Дружбы народов (3 июня 1988) — за активную миротворческую деятельность и в связи с 1000-летием крещения Руси[296].
- Юбилейная медаль «50 лет Победы в Великой Отечественной войне 1941—1945 гг.».
- Юбилейная медаль «65 лет Победы в Великой Отечественной войне 1941—1945 гг.».
- орден Дружбы (28 декабря 1995) — за заслуги перед государством, успехи, достигнутые в реализации комплексной программы строительства, реконструкции и реставрации исторических и культурных объектов города Москвы[297].
- Благодарность Президента Российской Федерации (14 августа 1995) — за активное участие в подготовке и проведении празднования 50-летия Победы в Великой Отечественной войне 1941—1945 годов[298].
- Юбилейная медаль «300 лет Российскому флоту» (1996).
- Медаль «В память 850-летия Москвы» (1997).
- орден «За заслуги перед Отечеством» III степени (11 августа 2000) — за большой вклад в укрепление гражданского мира и возрождение духовно-нравственных традиций[299].
- Почётная грамота Государственной Думы Федерального Собрания Российской Федерации (2001, Государственная дума).
- орден «За заслуги перед Отечеством» II степени (20 ноября 2006) — за большой личный вклад в развитие духовных и культурных традиций и укрепление дружбы между народами[300].
- орден Александра Невского (7 января 2011) — за особые личные заслуги перед Отечеством в деле сохранения духовных и культурных традиций[301].
- Почётный орден «За бескорыстный труд в деле защиты детей» (2013, Уполномоченный при Президенте Российской Федерации по правам ребёнка).
- Медаль «Совет Федерации. 20 лет» (28 января 2014, Совет Федерации)[302].
- орден «За заслуги перед Отечеством» I степени (19 ноября 2016) — за выдающиеся заслуги в сохранении и развитии духовных и культурных традиций, активную просветительскую и миротворческую деятельность, направленную на укрепление дружбы между народами[303].
- орден Святого апостола Андрея Первозванного (19 ноября 2021) — за выдающийся вклад в сохранение и развитие духовных и культурных традиций, укрепление мира и согласия между народами[304]
- Премия Президента Российской Федерации за вклад в укрепление единства российской нации (3 ноября 2023)[305]

Награды российских регионов
- орден «Ключ дружбы» (2003, Кемеровская область).
- орден «Доблесть Кузбасса» (11 октября 2003, Кемеровская область).
- Знак отличия «За безупречную службу городу Москве» XX лет (24 декабря 2004, Москва) — за большой вклад в укрепление международного авторитета Москвы и поддержание межконфессионального мира и согласия[306].
- Почётный знак имени адмирала Ушакова (2005, Ярославская область).
- Юбилейная медаль «60 лет Кемеровской области» (2006, Кемеровская область).
- Юбилейная медаль «60 лет Дню шахтёра» (2007, Кемеровская область).
- орден Республики (2 февраля 2012, Тыва)[307].
- орден Славы I степени (25 августа 2012, Мордовия) — за особые заслуги перед Республикой Мордовия[308].
- орден «Полярная Звезда» (25 ноября 2012, Якутия) — за выдающиеся заслуги в духовном возрождении многонационального народа республики, вклад в укрепление дружбы, межнационального мира, согласия и в ознаменование 380-летия вхождения Якутии в состав Российского государства[309].
- орден «Дуслык» (2021 год, Татарстан)[310].
- орден «За заслуги перед Калининградской областью» (2025 год, Калининградская область)[311].

Ведомственные награды
- Почётная грамота Министерства науки и технологии Российской Федерации (1999).
- Медаль «200 лет МВД России» (2002, МВД РФ).
- Знак отличия «Главный маршал артиллерии Неделин» (2002, МО РФ).
- Медаль «За отличие в службе» (2002, ФСЖВ РФ).
- Нагрудный знак «200 лет Министерству иностранных дел Российской Федерации» (2002, МИД РФ).
- Нагрудный знак «За вклад в международное сотрудничество» (2004, МИД РФ).
- Медаль «300 лет Балтийскому флоту» (2005, МО РФ).
- Медаль «За заслуги в укреплении международной безопасности» (2006, Совет безопасности РФ).
- Знак отличия «За укрепление сотрудничества со Счётной палатой Российской Федерации» (14 января 2010)[312].

Награды иностранных государств
- орден Дружбы народов (8 декабря 2009, Белоруссия) — за значительный вклад в союзное строительство, укрепление дружеских отношений, единство народов Беларуси и России[313][314].
- орден «Честь» (24 апреля 2010, Азербайджан) — за заслуги в развитии дружественных связей между Азербайджанской Республикой и Российской Федерацией[315][316].
- орден Республики (9 октября 2011, Молдавия) — в знак высокой признательности особых заслуг в сохранении и преумножении духовных и нравственных ценностей, за многолетний плодотворный труд в деле укрепления православных традиций и вклад в развитие и углубление связей между российским и молдавским народами[317][318]
- орден Святого Месропа Маштоца (28 ноября 2011, Армения) — за значительный вклад в углубление традиционной дружбы между народами Армении и России, укрепление связей Армянской Апостольской Святой Церкви и Русской Православной Церкви, сохранение и развитие духовных ценностей[319][320].
- орден «Звезда Вифлеема» (10 ноября 2012, Палестинская национальная администрация) — в знак уважения к его высокому сану, в благодарность за усилия по достижению мира и стабильности на Святой Земле, укреплению духовных и религиозных связей между российским и палестинскими народами[321].
- Большой крест ордена Почёта (3 июня 2013, Греция) — за особые заслуги в деле укрепления отношений между Россией и Грецией[285].
- орден князя Ярослава Мудрого I степени (27 июля 2013, Украина) — за выдающуюся церковную деятельность, направленную на подъём авторитета православия в мире, и по случаю празднования на Украине 1025-летия крещения Киевской Руси[322].
- орден «Хосе Марти» (13 февраля 2016, Куба)[323].
- орден «Достык» I степени (24 мая 2017, Казахстан) — за плодотворную работу по развитию казахстанско-российских отношений и заслуги в укреплении мира, дружбы и сотрудничества между народами Казахстана и России[324].
- орден Республики Сербия на цепи (15 февраля 2021, Сербия) — за заслуги в развитии и укреплении дружеских отношений и сотрудничества между Россией и Сербией[325].
- орден Республики Сербской на цепи (2025, Республика Сербская, Босния и Герцеговина)[326]

Награды непризнанных государств
- Медаль «65-летие Победы в Великой Отечественной войне» (22 апреля 2010, Приднестровье)[327].
- Лауреат государственного конкурса Приднестровской Молдавской Республики «Человек года-2013» в номинации «Посланник мира» (20 февраля 2014, Приднестровье)[328].

### Звания Почётного гражданина
- Почётный гражданин Лукояновского района Нижегородской области (2000).
- Почётный гражданин Смоленска (23 мая 2003) — за большой вклад в работу по возрождению духовности и патриотизма, сохранению нравственных традиций российского общества, подвижническую деятельность в сферах образования и культуры, многолетний пасторский труд на благо смолян.
- Почётный гражданин села Ризское Вяземского района Смоленской области (2004)[329].
- Почётный гость города Обера (2006, Аргентина).
- Почётный гражданин города Неман Калининградской области (2006).
- Почётный гражданин Вяземского района Смоленской области (2006).
- Почётный гражданин Калининграда (2006).
- Почётный гражданин района «Хорошёво-Мнёвники» Северо-Западного административного округа города Москвы (2006).
- Почётный гражданин Смоленской области (5 февраля 2009) — за большой личный вклад в укрепление гражданского мира, дружбы и сотрудничества между народами, возрождение и развитие духовных и культурных традиций, строительство и восстановление храмов на территории Смоленской области[330].
- Почётный гражданин Калининградской области (5 марта 2009) — за исключительные заслуги перед Калининградской областью и её жителями, способствующие её развитию, повышению авторитета в Российской Федерации и за рубежом[331].
- Почётный гражданин Кемеровской области (11 марта 2010)[332].
- Почётный гражданин Республики Мордовия (2011) — за выдающийся вклад в сохранение и развитие отечественных духовно-нравственных традиций, укрепление взаимодействия церкви и государства.
- Почётный гражданин города Новочеркасска Ростовской области (14 мая 2015)[333].
- Почётный гражданин Санкт-Петербурга (24 мая 2017)[334].

- Почётный гражданин Архангельской области (2022)[335]

### Учёные степениHonoris causa
- Почётный член Международной академии творчества[336].
- Почётный доктор Военно-медицинской академии имени С. М. Кирова.
- Почётный член Ленинградской духовной академии (1986).
- Почётный доктор богословия Богословской академии в Будапеште (1987, Венгрия).
- Почётный член Академии творчества (1992).
- Почётный член Международной академии Евразии (1994).
- Почётный профессор военной академии ПВО Сухопутных войск (1996).
- Действительный член Академии российской словесности (1997).
- Действительный член Академии социальных и гуманитарных наук (2002).
- Почётный доктор политологии Государственного университета города Перуджи (2002, Италия).
- Почётный доктор богословия Христианской теологической академии в Варшаве[пол.] (2004, Польша).
- Почётный профессор Смоленского гуманитарного университета (2004).
- Почётный профессор Астраханского государственного университета (2005).
- Почётный доктор Российского государственного социального университета (2005).
- Почётный профессор Балтийского военно-морского института имени адмирала Федора Ушакова (2006) — за крупный теоретический и практический вклад в совершенствование учебно-воспитательного процесса, наполнение и развитие педагогики православным мировоззрением.
- Почётный президент Академии российской словесности (2007).
- Почётный доктор Санкт-Петербургского государственного политехнического университета (2007).
- Почётный доктор богословия Киевской духовной академии (2009)[337].
- Почётный доктор богословия Института теологии Белорусского государственного университета (26 сентября 2009) — за вклад в развитие богословского образования и науки, а также активную просветительскую и публицистическую деятельность[338].
- Почётный доктор богословия Санкт-Петербургской духовной академии (2009).
- Почётный член Российской академии образования (2009).
- Почётный доктор Российской академии государственной службы при Президенте Российской Федерации (29 декабря 2009)[339].
- Почётный доктор Национального исследовательского ядерного университета «МИФИ» (4 марта 2010)[340].
- Почётный доктор Ереванского государственного университета (11 марта 2010)[341].
- Почётный профессор Военной академии РВСН имени Петра Великого (5 апреля 2010).
- Почётный доктор Петрозаводского государственного университета (3 июня 2010)[342].
- Почётный доктор Национального Университета «Одесская юридическая академия» (23 июля 2010, Украина) — за многолетнюю пастырскую работу по формированию нравственных устоев славянских наций[343].
- Почётный доктор Днепропетровского национального университета имени Олеся Гончара (24 июля 2010, Украина)[344].
- Почётный доктор Московской духовной академии (11 октября 2010) — за многостороннюю и научную деятельность и весомый вклад в развитие богословской науки[345].
- Почётный доктор Приднестровского государственного университета имени Т. Г. Шевченко (2011);
- Почётный доктор Воронежского государственного университета (31 августа 2011) — за большой вклад в развитие внутрироссийских и международных социально-политических процессов, обоснование системы базисных духовных ценностей, создание модели взаимодействия церкви и государства на современном этапе[346].
- Почётный доктор Московского государственного университета имени М. В. Ломоносова (20 ноября 2011) — за заслуги в деле воспитания молодёжи и плодотворное сотрудничество с Московским университетом[347].
- Почётный доктор Софийского университета культурного наследия[болг.] (29 апреля 2012)[348].
- Почётный доктор Православного Свято-Тихоновского гуманитарного университета (2012).
- Почётный доктор Дипломатической академии МИД России (30 апреля 2015) — за неустанную работу, проводимую Церковью и лично, ради установления мира и спокойствия на братской Украине, примирения враждующих, обеспечения законных прав всех без исключения граждан этой страны[349].
- Почётный доктор богословия Общецерковной аспирантуры и докторантуры имени святых равноапостольных Кирилла и Мефодия (1 ноября 2015) — за труды, связанные и с возрождением Черниговского подворья и с созданием Общецерковной аспирантуры, а также за активное участие в работе Высшего Церковного Совета[350].

### Прочие награды
- Звезда ордена Святого Александра Невского «За труды и Отечество».
- Премия святителя Иоанна Златоуста (Всемирный русский народный собор, Союз писателей России, Союз художников России).
- Золотая медаль Советского фонда мира (1988).
- Премия мира Ловизского форума (1993, Финляндия).
- Награда имени Святого Брата Альберта (1995, Христианский общественный союз Польши).
- Почётный знак «За заслуги в развитии олимпийского движения в России» (2003, ОКР).
- Специальная премия газеты «Труд» (2003).
- Медаль «За заслуги» (2004, МГИМО).
- Золотой почётный знак «За благородные труды» (2005, РГСУ).
- Памятная медаль «Десятилетие Российского Дворянского собрания» (2005).
- Серебряная Роза Святителя Николая Мир Ликийских Чудотворца (2006, Фрибурский университет, Швейцария).
- Европейская премия в области культуры (2006).
- Золотая медаль академика А. Н. Бакулева (2006, Национальный медицинский исследовательский центр сердечно-сосудистой хирургии имени А. Н. Бакулева).
- Крест «В память создания Союза потомков российского Дворянства — Российского Дворянского Собрания» (2006).
- Почётная награда Святая София (2006, Ассамблея деловых кругов).
- Диплом Олимпийского комитета России (2006).
- орден Святого Александра Невского (2006, Российский императорский дом).
- Международный орден «Звезда дружбы» (Росзарубежцентр при МИД России).
- Звание «Человек года — 2006» по итогам опроса газеты «Смоленские новости» (2007).
- Медаль святых равноапостольных братьев Кирилла и Мефодия (2007, Славянский фонд России).
- Золотая медаль «За миротворческую и благотворительную деятельность» (2007, Российский фонд мира).
- Почётный знак и почётная грамота «За заслуги в развитии динамовского движения» (2007, ВФСО «Динамо»).
- Серебряная медаль «От понимания к единению» (2007, Петербургское общество защиты русской культуры).
- орден Горчакова I степени (2007)[351].
- Премия «Человек года» в номинации «Религия» (декабрь 2009, Русский биографический институт) — за выдающийся вклад в духовное возрождение России[352].
- орден Святого Страстотерпца Царя Николая (март 2010, Войсковая православная миссия)[353].
- Международная премия Андрея Первозванного «За Веру и Верность» (13 декабря 2010, Фонд Андрея Первозванного) — за подвижнические труды по духовному просвещению народа России, созиданию единства православного мира и развитию церковно-общественного диалога и сотрудничества[354].
- Премия «Фемида» (12 февраля 2011) — за подвижническое служение, яркую проповедь мира и гражданского согласия, заботу о поддержании законопослушности и правопорядка[355].
- Юбилейная золотая медаль Российского фонда мира (16 июня 2011) — за активную деятельность по духовному возрождению России, большой вклад в развитие миротворчества и межконфессионального диалога[356].
- Императорский орден Святого апостола Андрея Первозванного (6 ноября 2012, Российский императорский дом)[357].
- Золотая медаль в память 400-летия Дома Романовых (2012, Российский императорский дом).
- Звание «Человек года-2013» (27 ноября 2013, Русский биографический институт) — за выдающийся вклад в укрепление исторических культурных традиций[358].
- орден «Вифлеемская звезда» (4 июня 2012, Императорское православное палестинское общество)[359].
- Памятная медаль «70 лет освобождению Крыма и Севастополя от немецко-фашистских захватчиков» (2014, Коммунистическая партия Российской Федерации)[360].
- Премия лауреата XIX Международного фестиваля кино и телепрограмм «Радонеж» с вручением Серебряной медали Преподобного Сергия Радонежского (4 декабря 2014) — за 20-летний подвиг телепроповеди в программе «Слово пастыря».
- Нагрудный знак «Почётный член Всероссийского общества глухих» (26 октября 2017)[361].

- Юбилейная медаль «Российский фонд мира — 60 лет» (2021)[362].

## Документальные фильмы и телепередачи
- «Тайна спасения». К 70-летию Патриарха Московского и всея Руси Кирилла («ТВ Центр», 2016)[363]
- «Мы все равны перед Богом» («Первый канал», 2016)[364][365]
- «Ничего не бойся, кроме Бога» («Первый канал», 2021)[366][367]

## Сочинения
Книги
- Становление и развитие церковной иерархии и учение Православной Церкви о её благодатном характере. — Л., 1971;
- Вызовы современной цивилизации: Как отвечает на них Православная Церковь?: Чл. Свящ. Синода Православ. Церкви, Митрополит Смоленский и Калининградский Кирилл отвечает на вопр. читателей. — М.: Данилов. благовестник, 2002. — 141, [3] с. — ISBN 5-89101-112-3;
- Слово пастыря. Бог и человек. История спасения: беседы о православ. вере / митр. Кирилл. — М.: Отд. внеш. церков. связей Моск. патриархата: Изд. совет Рус. православ. церкви, 2004. — 423 с. — ISBN 5-94625-093-0 (2-е изд. — 2005);
- L’Evangile et la liberte. Les valeurs de la Tradition dans la societe laique. — Paris, 2006 (фр.);
- Свобода и ответственность: в поисках гармонии: права человека и достоинство личности / митрополит Кирилл. — М.: Отд. внеш. церков. связей Моск. патриархата, 2008. — 236, [3] с.;
- Свобода и ответственность: в поисках гармонии. Права человека и достоинство личности. ― 3-е изд. ― М. : Изд-во Моск. патриархии, 2016. ― 288 с. — ISBN 978-5-88017-423-2;
- Марфо-Мариинская обитель милосердия, 1909—2009: к 100 летию создания Обители: [монография] / [М. М. Горинов и др.; редсовет.: Кирилл (сопредс.) и др.]; Правительство Москвы, Гл. арх. упр. г. Москвы. — М.: Изд-во Гл. арх. упр. г. Москвы: Белый город, 2009. — 494, [1] с. — ISBN 978-5-7228-0160-9;
- Золотой фонд души: Смоленщина от Бориса и Глеба: [в 40 т.] / [ред. совет: патриарх Московский и всея Руси Кирилл и др.]. — Смоленск: Маджента, 2009. — ISBN 5-98156-188-2, ISBN 978-5-98156-188-7;
- Передовой отряд Церкви / Патриарх Московский и всея Руси Кирилл; [сост. В. В. Степанов]; Отдел по делам молодёжи Русской православной церкви, Тверское рег. отд-ние Всерос. движения «Православная молодёжь». — Тверь: Православ. молодёжь, 2009. — 159 с. — ISBN 978-5-900971-98-8;
- Патриарх и молодёжь: разговор без дипломатии / [ред.-сост. В. Пономарев, А. Добросоцких]. — М.: Данилов монастырь: Даниловский благовестник, 2009. — 207 с. — ISBN 978-5-89101-381-0.
- Святая Русь — вместе или врозь?: Патриарх Кирилл на Украине. — М.: Данилов монастырь, Даниловский благовестник, 2009. — 252 с. — ISBN 978-5-89101-276-9.
- Украина встречает Патриарха: летопись первосвятительского визита, выступления и проповеди / под общ. ред. архиепископа Волоколамского Илариона. — М.: Синодальный информ. отд. Московского патриархата, 2009. — 118, [1] с. — ISBN 978-5-98827-003-4.
- Предстоятель [Текст] / [ред.-сост.: К. М. Мацан, А. С. Соколов]. — М.: Индрик, 2009. — 215, [1] с.
- «Неизвестный» Патриарх Кирилл / [ред.-сост. А. Добросоцких]. — М.: Данилов монастырь: Даниловский благовестник, 2009. — 185 с. — ISBN 978-5-89101-360-5.
- Проповеди. 2009—2010 [Текст] / святейший Патриарх Московский и всея Руси Кирилл. — Сергиев Посад: Свято-Троицкая Сергиева лавра, 2010. — 558, [1] с. — ISBN 978-5-903102-43-3.
- Тайна покаяния. Великопостные проповеди. 2001—2011. — М.: Изд-во Моск. патриархии, 2012. — 560 с. — 5000 экз. — ISBN 978-5-88017-274-0 (Изд. 2-е, доп. — 2015. — 688 с. — ISBN 978-5-88017-498-0)
- Преодоление смуты. Выпуск 1. — М.: Изд-во Моск. патриархии, 2013. — 104 с.: ил. (Слово Святейшего Патриарха). — ISBN 978-5-88017-349-5
- Святой князь Владимир: Цивилизационный выбор Руси. — М.: Изд-во Моск. патриархии, 2015. — 104 с.: ил. (Слово Святейшего Патриарха. Выпуск 3.) — ISBN 978-5-88017-483-6, ISBN 978-5-88017-484-3
- Слово предстоятеля (2009—2011). Собрание трудов. Серия I. Том 1. — М.: Изд-во Моск. патриархии, 2016. — 608 с. — ISBN 978-5-88017-447-8 (общ.) ISBN 978-5-88017-320-4
- Слово предстоятеля (2012—2014). Собрание трудов. Серия I. Том 2. — М.: Изд-во Моск. патриархии, 2015. — 632 c. — ISBN 978-5-88017-447-8 (общ.), ISBN 978-5-88017-540-6
- Слово пастыря (1991—2011). Собрание трудов. Серия II. Том 1. — М.: Изд-во Моск. патриархии, 2016. — 848 с. — ISBN 978-5-88017-447-8 (общ.), ISBN 978-5-88017-320-4
- Слово пастыря (1999—2011). Собрание трудов. Серия II. Том 2. — М.: Изд-во Моск. патриархии, 2014. — 928 c. — ISBN 978-5-88017-393-8
- Слово пастыря. Собрание трудов. Серия II. Том 3. (2012—2015). Часть 1. — М.: Изд-во Моск. патриархии, 2016. — 704 c. — ISBN 978-5-88017-447-8 (общ.), ISBN 978-5-88017-604-5
- Слово пастыря. Собрание трудов. Серия II. Том 3. (2012—2015). Часть 2. — М.: Изд-во Московской патриархии, 2016. — 568 c. — ISBN 978-5-88017-447-8 (общ.), ISBN 978-5-88017-606-9.
- Богословие и духовное просвещение. Собрание трудов. Серия III. Том 1 — М.: Изд-во Моск. патриархии, 2014. — 544 с. — ISBN 978-5-88017-447-8 (общ.), ISBN 978-5-88017-451-5
- Богословие и духовное просвещение. Собрание трудов. Серия III. Том 2. — М.: Изд-во Моск. патриархии, 2015. — 576 c. — ISBN 978-5-88017-447-8 (общ.), ISBN 978-5-88017-501-7.
- Слово к ближним и дальним. Собрание трудов. Серия IV. Том 1. — М.: Изд-во Московской патриархии, 2017. — 544 c. — ISBN 978‑5‑88017‑447‑8 (общ.), ISBN 978‑5‑88017-633-5.
- Слово к ближним и дальним. Собрание трудов. Серия IV. Том 2. — М.: Изд-во Московской патриархии, 2017. — 648 с. — ISBN 978-5-88017-447-8 (общ.), ISBN 978-5-88017-646-5
- Слово к ближним и дальним. Собрание трудов. Серия IV. Том 3. — М.: Изд-во Московской патриархии, 2018. — 712 c. — ISBN 978‑5‑88017‑447‑8 (общ.), ISBN 978‑5‑88017-704-2
- Святая Земля. — М.: Изд-во Моск. патриархии, 2014. — 120 с. — (Слово Святейшего Патриарха. Вып. 2). — ISBN 978-5-88017-373-0.
- Вера и неверие. — М.: Изд-во Моск. патриархии, 2016. — 144 с. — ISBN 978-5-88017-481-2.
- Говорить Божию Правду. Патриарх Кирилл о медиа. — М.: Изд-во Моск. патриархии, 2016. — 144 с. — ISBN 978-5-88017-610-6.
- «В годину тяжкую Богом избранный…»: К 100-летию Патриаршей интронизации святителя Московского Тихона. — М.: Изд-во Моск. патриархии, 2017. — 128 c. — (Слово Святейшего Патриарха. Вып. 4.). — ISBN 978-5-88017-484-3, ISBN 978-5-88017-647-2.
- Ревнуйте о дарах духовных: О молитвенном делании и духовном возрастании. — М.: Изд-во Моск. патриархии, 2017. — 256 с. — ISBN 978-5-88017-614-4.
- Живая память. Святые и мы. — М.: Изд-во Моск. патриархии, Свято-Троицкая Сергиева Лавра, 2018. — 336 с. — ISBN 978-5-88017-650-2, ISBN 978-5-00-009160-9.
- О смыслах / Сост. В. М. Теребихин. — М.: Изд-во Моск. патриархии, 2018. — 456 с. — ISBN 5-88017-653-3.
- Верные Господу. Царская семья. — М.: Изд-во Моск. патриархии, 2018. — 144 c. — (Слово Святейшего Патриарха. Вып. 6). — ISBN 978-5-88017-484-3 (общ.), ISBN 978-5-88017-706-6.
- Подумайте о будущем человечества. — М.: Изд-во Моск. патриархии, 2018. — 160 с. — ISBN 978-5-88017-693-9.
- Русь святая, храни веру православную: К 1030-летию Крещения Руси. — М.: Изд-во Моск. патриархии; РООССА, 2018. — 144 с. — ISBN 978-5-88017-712-7.
- Кирилл, Патриарх Московский и всея Руси. Семь слов о Русском мире / Сост. А. В. Щипков. — М.: Всемирный Русский Народный Собор, 2015. — 120 с.
- Кирилл, Патриарх Московский и всея Руси. Слово о традиции и современном обществе. — М.: Всемирный Русский Народный Собор, 2016. — 112 с.
- Кирилл, Патриарх Московский и всея Руси. Мысли. Высказывания. Суждения / Сост. А. В. Щипков. — М.: Русская экспертная школа, 2018. — 478 с. ISBN 978-5-00-111197-9.

Статьи
- К вопросу происхождения диаконата // Богословские труды. М., 1975. — № 13. — C. 201—207.
- Речь при наречении во епископа Выборгского // Журнал Московской Патриархии. — 1976. — № 6. — С. 6—8.
- Заседание Исполкома ВСЦ в Хельсинки // Журнал Московской Патриархии. — 1979. — № 2. — С. 74.
- Речь на парастасе в Троицком соборе в Ленинграде 4 сент. 1979 г. в годовщину кончины митр. Никодима // Журнал Московской Патриархии. — 1979. — № 12. — С. 27.
- Речь на поминальной трапезе 5 сентября 1979 г. в годовщину кончины митр. Никодима (Ротова) // Журнал Московской Патриархии. — 1979. — № 12. — С. 30.
- К реорганизации регентского класса при Ленинградских духовных академии и семинарии // Журнал Московской Патриархии. — 1980. — № 5. — С. 13.
- Свидетельство и служение: Доклад на Х Генеральной Ассамблее Синдесмоса // Журнал Московской Патриархии. — 1980. — № 11. — С. 42-48.
- К вопросу о реконструкции Кирилло-Мефодиевского перевода Свящ. Писания: Доклад, прочитанный 25 ноября 1980 года на богословском симпозиуме в Софийской Духовной Академии, посвящ. 1300-летию Болгарского государства) // Журнал Московской Патриархии. — 1981. — № 3. — С. 49—54.
- Заседание Исполкома ВСЦ (9-15 марта 1986 года, Киншаса, Заир) // Журнал Московской Патриархии. М., 1986. — № 9. — С. 67-70.
- Проповедь во время молитвы в связи с заседанием Исполкома ВСЦ // Журнал Московской Патриархии. М., 1987. — № 6. — С. 63-64.
- Importance et statut du BEN pour le mouvement oecuménique // Вестник Русского Западно-Европейского Патриаршего Экзархата. М., 1987. — № 115. — С. 7.
- Значение и статус БЕМ’а в экуменическом движении // Вестник Русского Западно-Европейского Патриаршего Экзархата. М., 1987. — № 115. — С. 175.
- 200-летие Богоявленского собора в Смоленске // Журнал Московской Патриархии. М., 1988. — № 5. — С. 19-23.
- Нам необходим активный, живой диалог (интервью) // Журнал Московской Патриархии. М., 1989. — № 8. — С. 52.
- Христос — надежда наша // Журнал Московской Патриархии. М., 1989. — № 2. — С. 12-13.
- Начало занятий — 1 сентября / интервью — вопросы: Макаров А., интервью — ответы: Кирилл, архиепископ Смоленский и Вяземский // Журнал Московской Патриархии. М., 1989. — № 5. — С. 22-23.
- О проповеди // Журнал Московской Патриархии. 1989. — № 9. — С. 38.
- Церковь в отношении к обществу в условиях перестройки // Журнал Московской Патриархии. 1990. — № 2. — С. 32-38.
- Телеграмма Высокопреосвященнейшему Иоанну кардиналу Виллебрандсу // Журнал Московской Патриархии. 1990. — № 3. — С. 67.
- Письмо председателю Христианско-Демократического Союза в Германии г-ну Лотару де Мэзьеру // Журнал Московской Патриархии. М., 1990. — № 3. — С. 67.
- Интервью «Журналу Московской Патриархии» / интервью — ответы: Кирилл, архиепископ Смоленский и Калининградский, председатель ОВЦС, интервью — вопросы: Комаров Е. // Журнал Московской Патриархии. М., 1990. — № 6. — С. 14-18.
- Выступление на XIX съезде профсоюзов в Кремлёвском Дворце съездов 23 октября 1990 года // Журнал Московской Патриархии. М., 1991. — № 2. — С. 50-51.
- Выступление на внеочередном съезде народных депутатов РСФСР, 29 ноября 1990 года // Журнал Московской Патриархии. М., 1991. — № 3. — С. 52-53.
- Приветствие участникам VI съезда духовенства и мирян Патриарших приходов в США // Журнал Московской Патриархии. М., 1991. — № 3. — С. 7.
- К экологии духа // Журнал Московской Патриархии. М., 1991. — № 5. — С. 51-55; № 6. — С. 51-55.
- Слово перед собранием офицеров армии и флота (Москва, Кремль, 17 января 1992 года) // Журнал Московской Патриархии. М., 1992. — № 4. — С. 6-7.
- Слово к участникам семинара учителей Закона Божиего // Журнал Московской Патриархии. М., 1992. — № 10. — С. 17-20.
- Его Блаженству, Блаженнейшему Феодосию, Архиепископу Нью-Йоркскому, Митрополиту всей Америки и Канады [соболезнование в связи с кончиной протопресвитера Иоанна Мейендорфа] // Официальная хроника. Журнал Московской Патриархии. М., 1993. — № [пробн. номер]. — С. 48.
- Возрождение Православия и обновление России // Официальная хроника. Журнал Московской Патриархии. М., 1993. — № 6. — C. 27-31.
- Из поздравления после Божественной литургии в домовом Владимирском храме Патриаршей резиденции в Чистом переулке; 23 февраля, в день рождения Святейшего Патриарха Алексия // Официальная хроника. Журнал Московской Патриархии. М., 1993. — № 11-12. — C. 5-6.
- Обращение Патриарха Московского и всея Руси и членов Священного Синода от российских епархий, 22 марта 1993 года // Официальная хроника. Журнал Московской Патриархии. М., 1993. — № 3. — С. 12.
- Возрождение Православия и обновление России // Журнал Московской Патриархии. М., 1993. — № 9. — С. 7-12.
- Через духовное обновление русского народа — к его национальному возрождению // Журнал Московской Патриархии. М., 1995. — № 1-4. — С. 39-48.
- Приветствие [участникам международной конференции «Христианские миссии в XVIII—XX веках»] // Журнал Московской Патриархии. М., 1995. — № 5. — С. 41-43.
- Через духовное обновление русского народа — к его национальному возрождению: Доклад на II Всемирном Русском Соборе, Москва, 01.02.1995 г. // ЖМП. — 1995. — [№] 1/4. — С. 39—48.
- Непременное условия воцерковления общества: О перспективах религиозного образования // Православная беседа. — 1995. — № 4.
- Церковь и армия сегодня: В российском обществе и государстве // Смоленские епархиальные ведомости. — 1996. — № 3 (12). — С. 32—35.
- Приветственный адрес [юбил. конф. СПбДАиС. 25-26 дек. 1996 г.] // Христианское чтение. М., 1997. — № 14 (ХЧ). 15-16.
- Справедливости ради замечу… // Русь Православная. — СПб., 1997.
- Церковь должна заниматься экономикой: Интервью председателя ОВЦС митрополита Смоленского и Калининградского Кирилла // Московский церковный вестник. — 1997. — № 8—9.
- Кредит нашего доверия к ВСЦ исчерпан: [Выступление на всеправославном совещании в Салониках] // НГ-религии. — 1998. — июнь.
- Поздравление [Главного редактора Издательства Московской Патриархии епископа Бронницкого Тихона с 50-летием со дня рождения] // Журнал Московской Патриархии. М., 1998. — № 6. — С. 26.
- Благовестие и культура: Докл. на Всемирной миссионерской конф. (Сальвадор, Бразилия, 24 нояб. — 3 дек. 1996) // Церковь и время. М., 1998. — № 1(04). — С. 15-34.
- Вера и знание — вместе или порознь в XXI в.?: [Выступление на Всемирном Русском Народном Соборе «Вера и знание: проблемы науки и техники на рубеже столетий». 18-20 марта 1998 г.] // Церковь и время. М., 1998. — № 2(05). — С. 10-15.
- Кредит нашего доверия к Всемирному совету Церквей исчерпан: [Выступление на Межправославной консультации по теме: «Оценка новых фактов в отношениях между православием и экуменическим движением». Салоники, 29 апр. — 2 мая 1998 г.] // Церковь и время. М., 1998. — № 2(05). — С. 24-29.
- Православие и экуменизм: новые вызовы: Выступление на заседании Синодальной Богословской комиссии 2 февр. 1998 г. (МДА) // Церковь и время. М., 1998. — № 3(6). — С. 63-69.
- Обстоятельства нового времени (либерализм, традиционализм и моральные ценности объединяющейся Европы) // Журнал Московской Патриархии. М., 1999. — № 7. — С. 60-65.
- «Обстоятельства нового времени»: Либерализм, традиционализм и моральные ценности объединяющейся Европы // Церковь и время. М., 1999. — № 2(09). — С. 79-88.
- «Преодолеть разрыв между богословием и жизнью»: Выступление в ОВЦС // Церковь и время. М., 1999. — № 2(09). — С. 139—148.
- «К миру призвал нас Господь» (1 Кор. 7, 15): [Докл. На Межхристианской конф. «Иисус Христос вчера и сегодня во веки Тот же: Христианство на пороге третьего тысячелетия». Москва, 23-25 нояб. 1999 г.] // Церковь и время. М., 2000. — № 1(10). — С. 238—251.
- Норма веры как норма жизни: Проблема соотношения между традиционными и либеральными ценностями: [Докл. на Богосл. конф. «Православное богословие на пороге третьего тысячелетия». Москва, 7-9 февр. 2000 г.] // Церковь и время. М., 2000. — № 2(11). — С. 203—221.
- Церковь большинства в условиях религиозной свободы: Выступление перед делегацией фонда «Де Бюрхт» [13 янв. 1998 г.] // Церковь и время. М., 1999. — № 1(08). — С. 85-100.
- Через религиозное образование — к православному образу жизни // Журнал Московской Патриархии. М., 1999. — № 10. — С. 56-65.
- Доклад об «Основах социальной концепции Русской Православной Церкви» // Журнал Московской Патриархии. М., 2000. — № 10. — С. 36-54.
- Интервью для «Журнала Московской Патриархии» / интервью — ответы: Кирилл, митрополит Смоленский и Калининградский, Председатель Отдела внешних церковных связей, интервью — вопросы: Жилкина М. В., ответственный секретарь Издательского Совета Московского Патриархата // Журнал Московской Патриархии. М., 2001. — № 4. — С. 24-28.
- Роль религиозного образования в формировании образа жизни человека: [Докл. на VIII Междунар. Рождественских образовательных чтениях] // Рождественские чтения, 8-е. М., 2000. — C. 54-70.
- Доклад на межхристианской конференции «Европа после Косовского кризиса: дальнейшие действия Церквей» [Осло, 15-16 нояб. 1999 г.] // Церковь и время. М., 2000. — № 3(12). — С. 79-86.
- Доклад на Юбилейном Архиерейском Соборе Русской Православной Церкви. [Москва, 13-16 авг. 2000 г.] О работе ОВЦС МП в 1997-2000 гг // Церковь и время. М., 2000. — № 4(13). — С. 124—157.
- Взаимодействие Отдела внешних церковных связей Московского Патриархата с Министерством иностранных дел России // Журнал Московской Патриархии. М., 2001. — № 7. — С. 51-62.
- Выступление Председателя Отдела внешних церковных связей Московского Патриархата митрополита Смоленского и Калининградского Кирилла // Журнал Московской Патриархии. М., 2002. — № 1. — С. 75-77.
- «Дабы жил ты и потомство твое»: «Основы социальной концепции Русской Православной Церкви» о личных проблемах человека // Журнал Московской Патриархии. М., 2002. — № 6. — С. 50-66.
- «Здесь зародилась Святая Русь» // Журнал Московской Патриархии. М., 2002. — № 8. — С. 70-78.
- Проблемы духовного образования в контексте современных вызовов Церкви, России и миру (доклад на XIV Международных Рождественских образовательных чтениях) // Журнал Московской Патриархии. М., 2006. — № 3. — С. 22-33.
- Проблемы духовного образования в контексте современных вызовов Церкви, России и миру (доклад на XIV Международных Рождественских образовательных чтениях) // Журнал Московской Патриархии. М., 2006. — № 4. — С. 20-25.

Выступления
- циклы телепередач «Слово пастыря» — Введение в православное вероучение; «Слово — Таинство — Церковь» — История ранней христианской Церкви и учение о Церкви; «Юбилейный Архиерейский Собор» — Основы социальной концепции — Устав Русской Православной Церкви — Деяния о канонизации, «Отношение к инославию»; «Слово Пастыря» — Церковь, государство, политика (часть 1), Церковь, личность, общество (часть 2), О вере и спасении (часть 3).

Фотоальбомы
- Первосвятительское служение в епархиях Центральной России [Текст]: фотоальбом. — Тверь: Изд. А. Ушаков, 2010. — 63 с.